# Shenzhen

Stadtbezirke von Shenzhen

Shenzhen (chinesisch 深圳, Pinyin Shēnzhènⓘ, Jyutping Sam1 Zan3anhören (kantonesisch)ⓘ) ist eine der beiden provinzunmittelbaren Städte in der Provinz Guangdong, damit eine von 15 derartig bevorrechtigten Städten in der Volksrepublik China. Sie hatte 2020 über 17 Millionen Einwohner und lag damit hinter Shanghai und Peking auf Rang drei der größten chinesischen Städte. Shenzhen hat auch die drittstärkste Wirtschaft in China, nach Shanghai und Peking.
Shenzhen liegt im südlichen Teil der Provinz und grenzt im Süden an die Sonderverwaltungszone Hongkong. Die Planstadt ist aufgrund ihres Status als Sonderwirtschaftszone eine bedeutende Stadt für ausländische Investitionen und eine der am schnellsten wachsenden Städte der Welt. Shenzhen ist die Stadt mit dem höchsten Pro-Kopf-Einkommen in China (ohne Hongkong und Macau). Tragende Säulen der lokalen Wirtschaft sind sowohl die Elektronik- und die Telekommunikationsindustrie als auch diverse Innovationstreiber.
Seit 2008 ist Shenzhen als UNESCO City of Design Teil des Creative Cities Network.

## Geografie

### Lage
Die Boomtown Shenzhen liegt im Süden der Provinz Guangdong am Perlfluss. Das Stadtgebiet umfasst eine Größe von 1991 km². Von Hongkong trennen es die Flüsse Sham-Chun (深圳河) und Sha-Tau-Kok (沙头角河).
Shenzhen liegt etwa 100 km südöstlich von der Provinzhauptstadt Guangzhou, 60 km südlich von der Industriestadt Dongguan, 60 km nordöstlich von Zhuhai und 65 km nordöstlich von Macau entfernt.

### Entwicklung
Shenzhen war ursprünglich ein hügeliges Gebiet mit fruchtbarem Ackerland. Jedoch kam es nach der Einführung der Sonderwirtschaftszone zu tiefgreifenden Veränderungen der Landschaft. Das ehemals hügelige Fischerdorf wurde für das Stadtgebiet größtenteils eingeebnet und etwas angehoben. Vom Satelliten aus betrachtet sind nur noch Lotus Hill, Mount Bijia und Mount Wutong als Erhöhungen in der Stadt zu erkennen. Durch den anhaltenden Bauboom in der Stadt wird auch das Gebiet um die Mission Hills teilweise eingeebnet, um es nutzbar zu machen. Außerdem werden an den zahlreichen Buchten Polderflächen angelegt, um dem Meer weiteres bebaubares Land abzuringen.

### Administrative Gliederung
Die Unterprovinzstadt Shenzhen setzt sich auf Kreisebene aus zehn Stadtbezirken (区 qū) zusammen. Vier dieser Stadtbezirke sind neu gegründete, sogenannte „funktionale Stadtbezirke“ (功能区 gōngnéng qū), die kurzerhand „neue Stadtbezirke“ (新区 xīn qū) genannt wurden. Die „alten“ Stadtbezirke sind Verwaltungsgliederungen ersten Grades, d. h., sie verfügen über beide Parlamentskammern (Volkskongress und Konsultativkonferenz) sowie über eine Volksregierung (人民政府,  rénmín zhèngfǔ), die vom Volkskongress des Stadtbezirks gewählt wird. Die funktionalen Stadtbezirke sind hingegen Verwaltungsgliederungen zweiten Grades, nämlich „Stadtmittelbehörden“, d. h., sie haben keine Volkskongresse, keine Konsultativkonferenzen und vor allem keine Volksregierungen. Ihre Verwaltung wird direkt von der Stadt Shenzhen bestimmt und eingesetzt.
| Name     | Chinesisch | Pinyin      | Lage             | Farbe       | Fläche km² | Einwohnerzahl1 | Dichte Ew./km² |
| -------- | ---------- | ----------- | ---------------- | ----------- | ---------- | -------------- | -------------- |
| Bao’an   | 宝安区     | Bǎo’ān Qū   | Westen           | Hellblau    | 398,4      | 4.476.554      | 11.237         |
| Futian   | 福田区     | Fútián Qū   | westlicher Süden | Dunkelrot   | 78,65      | 1.553.225      | 19.749         |
| Longgang | 龙岗区     | Lónggǎng Qū | zentraler Norden | Orangebraun | 387,8      | 3.979.037      | 10.260         |
| Luohu    | 罗湖区     | Luóhú Qū    | zentraler Süden  | Violett     | 78,75      | 1.143.801      | 14.524         |
| Nanshan  | 南山区     | Nánshān Qū  | Südwesten        | Grün        | 185,5      | 1.795.826      | 9.682          |
| Yantian  | 盐田区     | Yántián Qū  | Südosten         | Blau        | 74,63      | 214.225        | 2.870          |

1 Zensus 2020.
| Name1     | Chinesisch | Pinyin          | Lage              | Farbe      | Fläche km² | Einwohnerzahl2 | Dichte Ew./km² |
| --------- | ---------- | --------------- | ----------------- | ---------- | ---------- | -------------- | -------------- |
| Dapeng    | 大鹏新区   | Dàpéng Xīnqū    | Osten             | Hellbraun  | 295,1      | 156.236        | 529            |
| Guangming | 光明新区   | Guāngmíng Xīnqū | Nordwesten        | Türkisblau | 155,4      | 1.095.289      | 7.046          |
| Longhua   | 龙华新区   | Lónghuá Xīnqū   | westlicher Norden | Ockergelb  | 175,58     | 2.528.872      | 14.403         |
| Pingshan  | 坪山新区   | Píngshān Xīnqū  | Nordosten         | Rosa       | 167        | 551.333        | 3.301          |

1 Guangming wurde am 31. Mai 2007, Pingshan am 30. Juni 2009, Dapeng am 27. Oktober 2011 und Longhua am 30. Dezember 2011 gegründet.

2 Zensus 2020
Die Sonderwirtschaftszone (SEZ, englisch Special Economic Zone) wurde am 1. Juli 2010 um die zwei Stadtbezirke Bao’an und Longgang erweitert und umfasst seitdem das gesamte Stadtgebiet. Das traditionelle Finanz- und Handelszentrum befindet sich in dem an Hongkong angrenzenden Stadtteil Luohu. Futian, der Stadtbezirk, in dem sich die Stadtregierung befindet und der sich im vergangenen Jahrzehnt zum neuen Finanz- und Handelszentrum der Stadt entwickelt hat, liegt im Herzen der SEZ. Im Stadtbezirk Nanshan im Westen der SEZ ist die High-Tech-Industrie angesiedelt. Der Stadtbezirk Yantian ist der Knotenpunkt für die logistischen Aktivitäten von Shenzhen.

### Ethnische Gliederung der Bevölkerung (2000)
Beim Zensus 2000 wurden in Shenzhen 7.008.831 Einwohner gezählt.

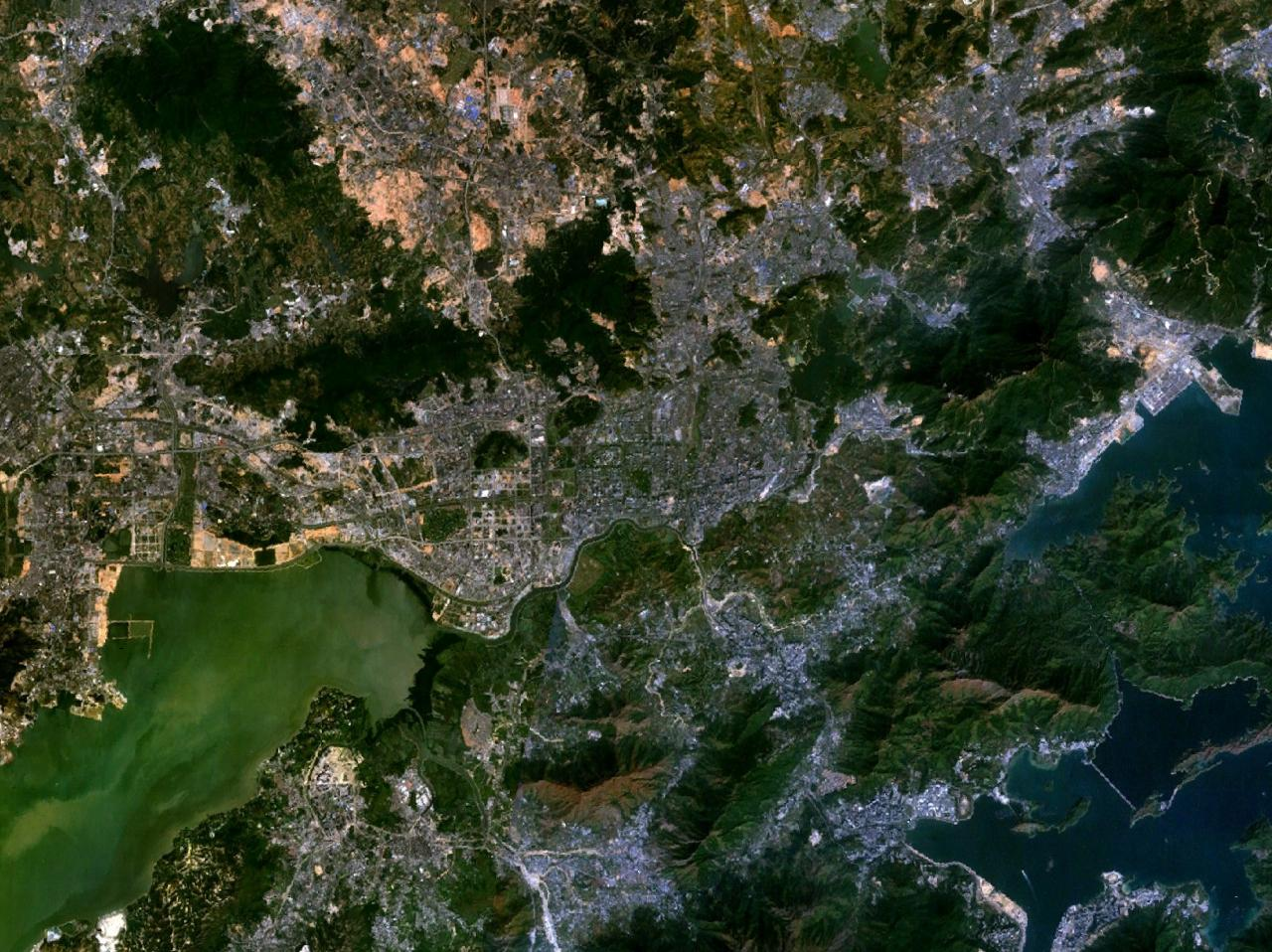
Satellitenbild des Grenzgebietes Shenzhen (nördlich der Bucht) – Hongkong (im Süden), Juli 2005

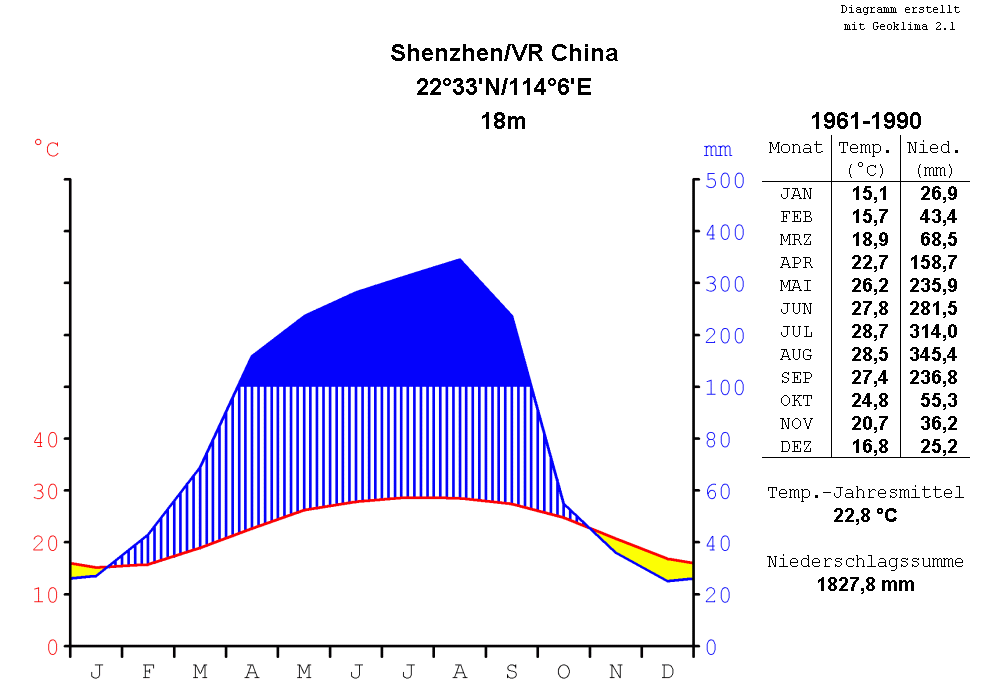
Klimadiagramm Shenzhen

| Name des Volkes | Einwohner | Anteil  |
| --------------- | --------- | ------- |
| Han             | 6.782.986 | 96,78 % |
| Zhuang          | 112.559   | 1,61 %  |
| Tujia           | 25.987    | 0,37 %  |
| Miao            | 25.567    | 0,36 %  |
| Dong            | 12.707    | 0,18 %  |
| Yao             | 8.802     | 0,13 %  |
| Hui             | 6.784     | 0,1 %   |
| Manju           | 5.061     | 0,07 %  |
| Mongolen        | 4.555     | 0,07 %  |
| Bouyei          | 4.398     | 0,06 %  |
| Koreaner        | 4.004     | 0,06 %  |
| Yi              | 2.257     | 0,03 %  |
| Bai             | 1.645     | 0,02 %  |
| She             | 1.640     | 0,02 %  |
| Li              | 1.292     | 0,02 %  |
| Mulam           | 1.209     | 0,02 %  |
| Tibeter         | 1.153     | 0,02 %  |
| Gelao           | 1.082     | 0,02 %  |
| Sonstige        | 5.143     | 0,07 %  |

### Bevölkerungsentwicklung
Die Agglomeration Shenzhen wuchs von ca. 3.000 Einwohnern im Jahr 1950 auf über 11 Millionen im Jahr 2017 an. Ein Bericht der Vereinten Nationen nennt Shenzhen im Zeitraum von 1980 bis 2010 als die am schnellsten wachsende Stadt in der Geschichte der Menschheit. Die Volkszählung 2020 ergab eine Einwohnerzahl von 17,56 Millionen.
Shenzhen ist Teil des Perlflussdelta-Ballungsraums mit über 45 Millionen Einwohnern.
| Jahr | Einwohnerzahl |
| ---- | ------------- |
| 1950 | 3.000         |
| 1960 | 8.000         |
| 1970 | 22.000        |
| 1980 | 59.000        |
| 1990 | 845.000       |
| 2000 | 6.550.000     |
| 2010 | 10.223.000    |
| 2017 | 11.693.000    |

### Klima
Shenzhen hat ein subtropisches Ostseitenklima (Klimaklassifikation nach Köppen und Geiger: Cfa).
Die Jahresdurchschnittstemperatur beträgt 22,4 °C, und die Jahresniederschlagsmenge beträgt 1933 mm. Im Frühjahr und im Herbst ist mit dem häufigen Auftreten tropischer Wirbelstürme (Taifune) zu rechnen.

## Geschichte

### Der Name der Stadt
Der Name der Stadt taucht zum ersten Mal während der Ming-Dynastie 1410 auf. Damals war das Gebiet von unzähligen Flüssen und Bächen durchkreuzt, die zur Entwässerung der Reisfelder dienten. Die Leute bezeichneten diese Entwässerungsgräben als „zhèn (圳)“. „Shēn (深)“ bedeutet „tief“.
Shēnzhèn in chinesischer Schrift
kann somit in etwa als „tiefe Entwässerungsgräben“ übersetzt werden.

### Die Zeit vor der Gründung der Sonderwirtschaftszone
Ursprünglich lag auf dem Gebiet der heutigen Stadt der Kreis Bao’an (宝安县), dessen Zentrum bis 1979 eine Stadt mit nur 30.000 Einwohnern an der Grenze zu Hongkong war. Im März 1979 entschied sich die Zentralregierung zusammen mit der Provinzregierung von Guangdong aus dem Kreis eine Stadt mit dem Namen Shenzhen zu machen. Im November des gleichen Jahres erhielt Shenzhen die Stadtrechte und wurde somit direkt der Provinzregierung unterstellt.

### Gründung und Erweiterung der Sonderwirtschaftszone

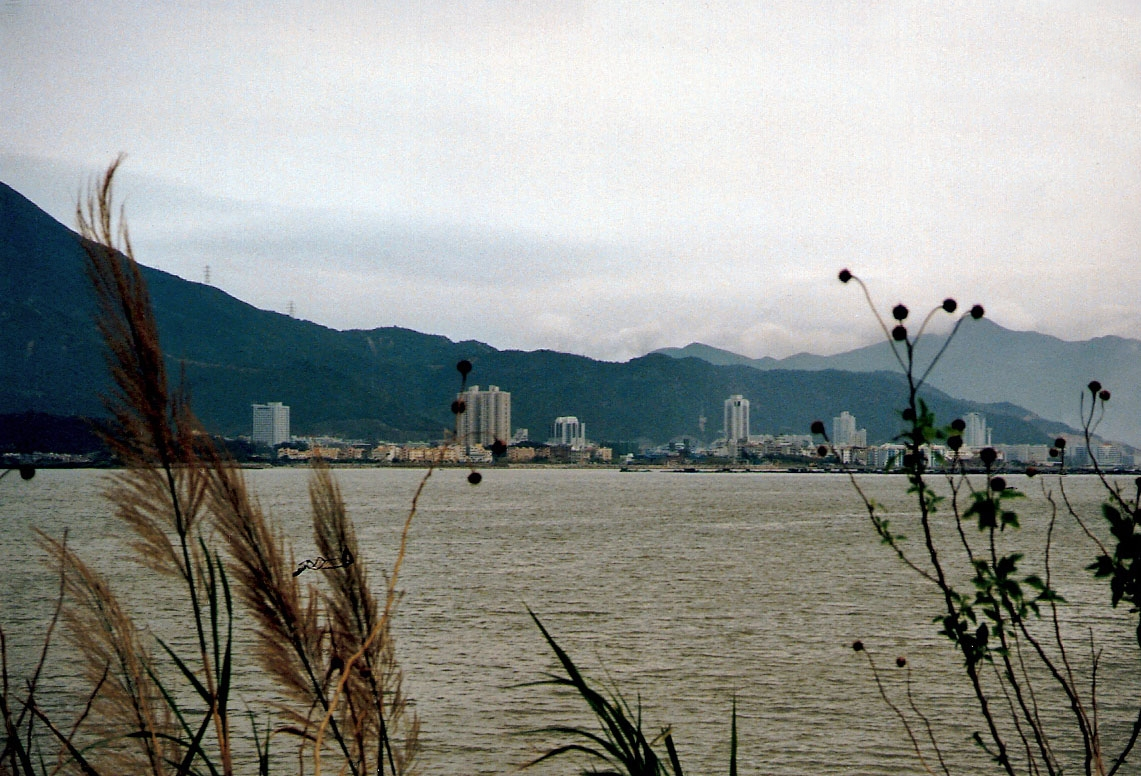
Blick von Hong Kong nach Shenzhen im März 1997

Shenzhen liegt am Perlflussdelta und nördlich der chinesischen Sonderverwaltungszone Hongkong. Diese günstige Lage war der Grund dafür, dass unter Deng Xiaoping im Mai 1980 in Shenzhen die erste Sonderwirtschaftszone Chinas gebildet wurde, unter anderem auch, um von der wirtschaftlichen Entwicklung Hongkongs zu profitieren. Am 6. August 1980 autorisierte der Ständige Ausschuss des Nationalen Volkskongresses die Ausweisung eines 327,5 Quadratkilometer großen Areals um Shenzhen als Sonderwirtschaftszone. Dengs Parole im Zusammenhang mit der Stadt Shenzhen lautete „Lasst den Westwind herein. Reichtum ist ruhmvoll“. Dies beschrieb sehr treffend das, was in der Stadt in den kommenden Jahren passieren sollte, ein extremer Bauboom, wie er selbst in China selten war.

Wachstumsrate und Export-Gesamtwert in Shenzhen in ausgewählten Jahren zwischen 1979 und 2008

Shenzhens Bruttoinlandsprodukt (BIP) im Jahr 1978 belief sich auf 2,87 Millionen US$, und das jährliche pro-Kopf-BIP GDP lag bei 88,86 US$. Die Bevölkerung wies ein niedriges Bildungsniveau auf und hatte einen niedrigen Lebensstandard. Zwischen 1980 und 2008 stieg Shenzhens BIP von 40 Millionen US-Dollar auf 114,47 Milliarden US-Dollar, mit einer durchschnittlichen jährlichen Wachstumsrate von 26,9 Prozent. Das jährliche Pro-Kopf-Einkommen stieg im selben Zeitraum dramatisch von 122,43 US$ auf 13.196,21 US-Dollar. 1978 gab es in Shenzhen nur 174 Fabriken mit einem Gesamtwert der Industrieproduktion von weniger als 10,25 Millionen US$. Von 1980 bis 2007 betrugen die durchschnittlichen jährlichen Wachstumsraten der drei Sektoren (Landwirtschaft, Industrie und Dienstleistungen) 3,3 Prozent, 37,8 Prozent bzw. 24,8 Prozent. Shenzhens Industrie erlebte eine massive Expansion.
|                    | 1980   | 1985   | 1990     | 1995     | 2000     | 2005     | 2006      | 2007      | 2008      |
| ------------------ | ------ | ------ | -------- | -------- | -------- | -------- | --------- | --------- | --------- |
| BIP (Mrd. US$)     | 0,04   | 0,57   | 2,52     | 12,35    | 32,07    | 72,60    | 85,25     | 99,74     | 114,47    |
| Pro-Kopf-BIP (US$) | 122,43 | 705,13 | 1.279,18 | 2.866,57 | 4.809,38 | 8.915,10 | 10.183,28 | 11.678,15 | 13.169,21 |

Shenzhen entwickelte sich neben Guangzhou und heute bereits über dieses hinaus zu der größten Stadt im Perlfluss-Delta, das neben dem Beijing-Tianjin-Gebiet und dem Jangtsekiang-Delta als eine der wirtschaftlich bedeutendsten Regionen Chinas gesehen wird. Da in der gesamten Provinz Guangdong viele Unternehmen im produzierenden Gewerbe tätig sind, war die Region die erste, die in Medien als „Werkbank der Welt“ bezeichnet wurde.
Die Sonderwirtschaftszone erreichte bis 2009 eine Größe von 396 Quadratkilometern und übertraf damit die Pläne aus dem Jahr 1980 um ein Vielfaches. Im Jahr 2009 erarbeitete die Stadtregierung einen Plan zur erneuten Erweiterung, der vom Staatsrat Chinas bestätigt wurde. Demnach wurden ab dem 1. Juli 2010 in die Sonderwirtschaftszone auch die Stadtbezirke Bao’an und Longgang eingeschlossen und mit einer Größe von 1953 Quadratkilometern verfünffacht.

### Erdrutsch im Jahre 2015
Am 20. Dezember 2015 löste sich nach anhaltenden Regenfällen eine gewaltige Schlammlawine aus Erde und Abfällen von einem ca. 100 Meter hohen künstlichen Berg im Gewerbegebiet Neu-Guangming von Shenzhen. Die Geröllmassen bedeckten eine Fläche von 380.000 Quadratmetern. Seither werden 85 Menschen vermisst; unter dem Morast liegen 14 Fabriken mit Wohngebieten der Arbeiter. Von den eingesetzten elf Feuerwehreinheiten der Stadt, unterstützt von 151 Baggern, konnte am 23. Dezember 2015 eine Person lebend aus dem Murenabgang gerettet werden.

### Covid-19-Pandemie im Jahr 2020
Im Zuge der Covid-19-Pandemie verbot die Stadt den Verzehr von Hunden und Katzen. Offiziell begründet wird das Verbot mit dem „Geist der menschlichen Zivilisation“. Zuvor war in ganz China wegen des Ursprungs des Coronavirus schon der Konsum von Wildtieren untersagt worden.

## Politik

### Beziehungen zwischen Hongkong und Shenzhen
Mit einer Gesamtfläche von zusammen etwa 3300 km² und ca. 19 Mio. Menschen sind Hongkong und Shenzhen, noch vor Guangzhou, die bedeutendsten Städte der Wirtschaftsregion Perlfluss-Delta. In der Zeit der Gründung der Sonderwirtschaftszone Shenzhen profitierte die Stadt sehr stark von der wirtschaftlichen Entwicklung der ehemaligen britischen Kronkolonie Hongkong, die als eine der liberalsten Marktwirtschaften der Welt gilt. Im Vergleich der beiden Städte heutzutage hat das vom Meer eingeengte Hongkong seine Stärken im Dienstleistungssektor, im Logistik- und Marketingbereich.
Shenzhen hingegen, das in den letzten Jahrzehnten zu einer der bedeutendsten Großstädte Chinas gewachsen ist, hat enorme Produktionskapazitäten und einen großen „Pool an Talenten“. Die Stadt beliefert Hongkong beispielsweise auch mit Waren des täglichen Bedarfs wie z. B. Obst, Gemüse und Geflügel und versorgt die Stadt ebenfalls mit Strom, da der Strombedarf nicht vollständig durch Kraftwerke in Hongkong gedeckt werden kann. Außerdem wurde zwischen Hongkong und dem chinesischen Festland das „Mainland and Hong Kong Closer Economic Partnership Arrangement“ (CEPA) abgeschlossen, das die Wirtschaftsbeziehungen der beiden Städte bestärkt.
Zahlen aus dem Jahr 2003 besagen, dass 75 % der Unternehmen (ca. 9000 Unternehmen) in Shenzhen mit Auslandskapital aus Hongkong finanziert sind. Außerdem pendeln viele Hongkonger zwischen Shenzhen und Hongkong, wo sie arbeiten, da die Lebenshaltungskosten in Shenzhen wesentlich niedriger sind. So waren 2003 etwa 50.000 Wohnungen in Shenzhen im Besitz von Bürgern Hongkongs.

## Städtepartnerschaften
Shenzhen hat sich sehr aktiv um die Pflege von Partnerstadtbeziehungen bemüht. Im März 1986 reisten der Bürgermeister von Shenzhen, Li Hao, und eine Delegation nach Houston, um an der Unterzeichnungszeremonie zur Gründung einer Städtepartnerschaft zwischen Houston und Shenzhen teilzunehmen. Houston wurde die erste Partnerstadt von Shenzhen. Seit 2015 unterhält Shenzhen Partnerschaftsbeziehungen zu 25 Städten in der ganzen Welt. Ab November 2021 ist Shenzhen mit den folgenden Regionen, Städten und Landkreisen (insgesamt 30 Orten) partnerschaftlich verbunden.
Shenzhen unterhält Städtepartnerschaften mit folgenden Städten bzw. Regionen:
| Stadt                      | Land                   | seit           | Bemerkung |
| -------------------------- | ---------------------- | -------------- | --------- |
| Houston                    | Vereinigte Staaten     | März 1986      | –         |
| Brescia                    | Italien                | November 1991  | –         |
| Brisbane                   | Australien             | Juni 1992      | –         |
| Posen                      | Polen                  | Juli 1993      | –         |
| Wien                       | Österreich             | Oktober 1994   | –         |
| Kingston                   | Jamaika                | März 1995      | –         |
| Vienne                     | Frankreich             | April 1996     | –         |
| Lomé                       | Togo                   | Juni 1996      | –         |
| Region Nürnberg            | Deutschland            | Mai 1997       | [ 23 ]    |
| Provinz Wallonisch-Brabant | Belgien                | Oktober 2003   | –         |
| Gwangyang                  | Südkorea               | Oktober 2004   | –         |
| Tsukuba                    | Japan                  | Juni 2004      | –         |
| Johor Bahru                | Malaysia               | Juli 2006      | –         |
| Turin                      | Italien                | Januar 2007    | –         |
| Timișoara                  | Rumänien               | Februar 2007   | –         |
| Luxor                      | Ägypten                | September 2007 | –         |
| Rotherham                  | Vereinigtes Königreich | November 2007  | –         |
| Reno                       | Vereinigte Staaten     | April 2008     | –         |
| Samara                     | Russland               | Dezember 2008  | –         |
| Haifa                      | Israel                 | September 2012 | –         |
| Minsk                      | Belarus                | Januar 2014    | –         |
| Plovdiv                    | Bulgarien              | November 2013  | –         |
| Kanton Bern                | Schweiz                | Februar 2015   | –         |
| Apia                       | Samoa                  | August 2015    | –         |
| Almere                     | Niederlande            | Mai 2016       | –         |
| Porto                      | Portugal               | Oktober 2016   | –         |
| Bischkek                   | Kirgisistan            | Oktober 2016   | –         |
| Phnom Penh                 | Kambodscha             | Dezember 2017  | –         |
| Edinburgh                  | Vereinigtes Königreich | Juni 2019      | –         |
| Barcelona                  | Spanien                | November 2021  | –         |

## Wirtschaft und Infrastruktur

### Überblick

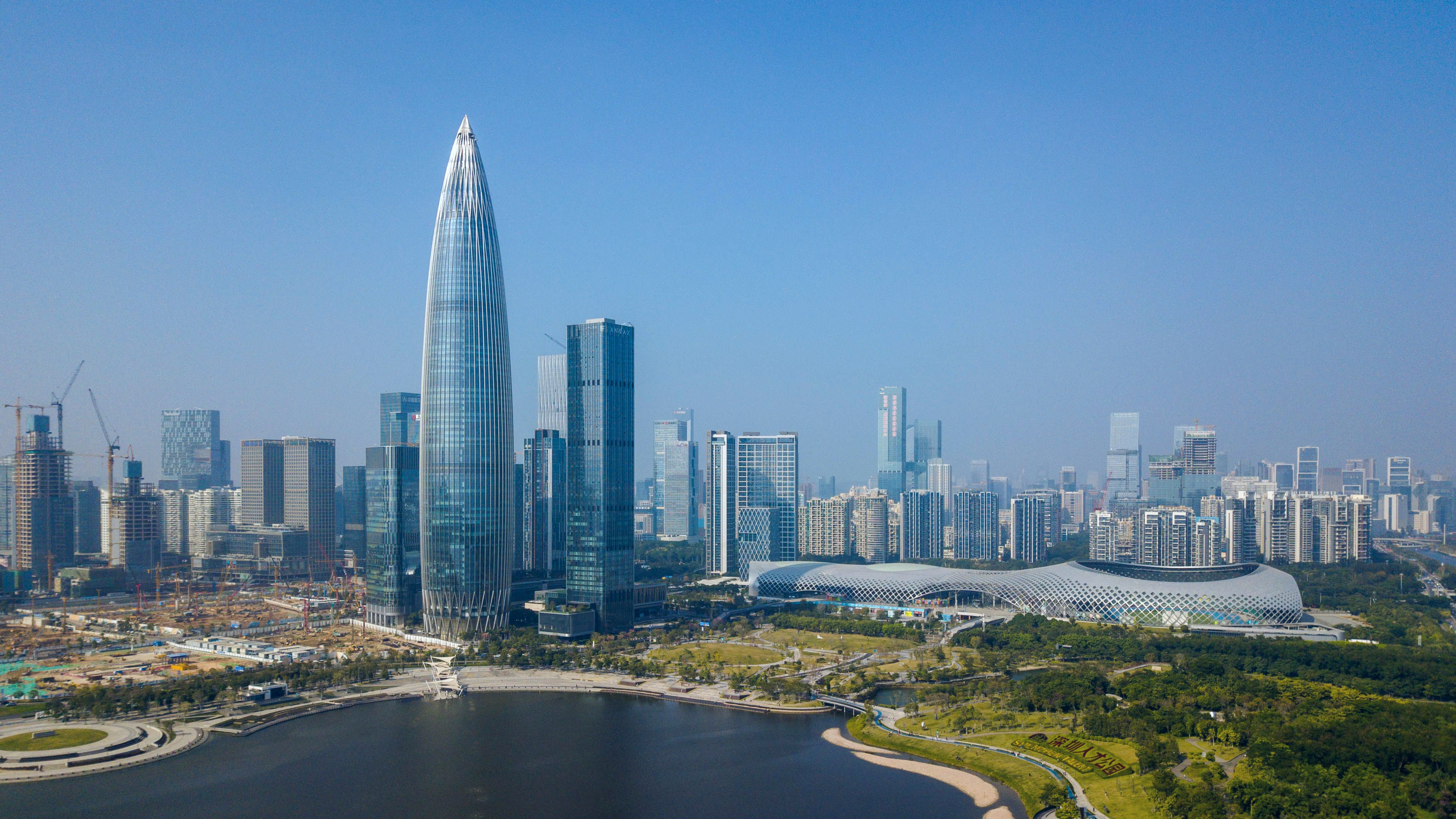
Skyline von Nanshan, Chinas Silicon Valley

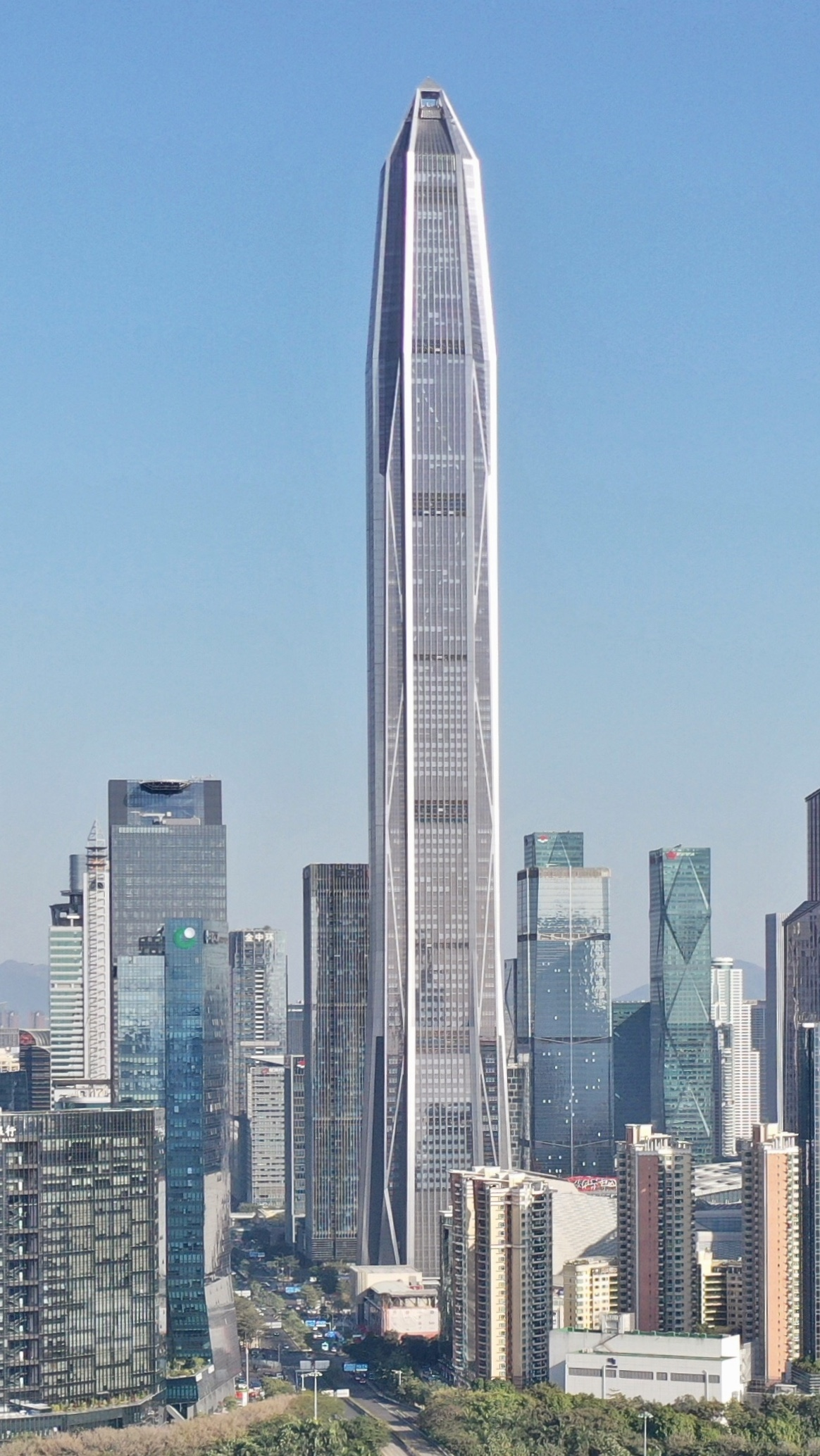
Pingan International Finance Center in Futian, weltweit auf Platz fünf der höchsten Gebäude

Im Jahr 2001 gab es in Shenzhen 3,3 Millionen berufstätige Personen. Davon waren im sekundären Wirtschaftssektor 1,85 Mio. Personen beschäftigt, und der tertiäre Sektor (Dienstleistungssektor) war Arbeitgeber für 1,4 Mio. Menschen. Im Jahr 2009 betrug das Bruttoinlandsprodukt von Shenzhen 820,1 Milliarden Renminbi (entspricht ca. 96 Mrd. Euro), was einem Wachstum von 66 % gegenüber 2005 entspricht. Die Wirtschaft in der Stadt wuchs zwischen 2001 und 2005 jährlich im Durchschnitt um 16,3 %. Das Bruttoinlandsprodukt im Jahr 2009 war das vierthöchste der Städte Festlandchinas. Im Jahr 2011 stieg das Bruttoinlandsprodukt auf 1,15 Billionen Renminbi. Laut einer Studie aus dem Jahr 2014 erwirtschaftete Shenzhen ein Bruttoinlandsprodukt von 363,2 Milliarden US-Dollar (KKB). In der Rangliste der wirtschaftsstärksten Metropolregionen weltweit belegte sie damit den 23. Platz. Das BIP pro Kopf betrug 33.731 US-Dollar. Die Stadt erreichte damit eine Wirtschaftsleistung, die in etwa der Norwegens entsprach. Pro Kopf gerechnet lag sie auf dem Level von Südkorea. Die Stadt zählt zu den reichsten und dynamischsten des Landes.
Die meisten iPhones werden von Foxconn in Shenzhen hergestellt.
2023 hat Shenzhen mittlerweile Guangzhou überholt und liegt auf Platz drei der wirtschaftsstärksten Städte in China.

### Börse
Die Börse Shenzhen ist nach der Börse Shanghai die zweitgrößte Börse Festlandchinas. In einer Rangliste der wichtigsten Finanzzentren weltweit belegte Shenzhen den 18. Platz (Stand: 2018).

### Unternehmen

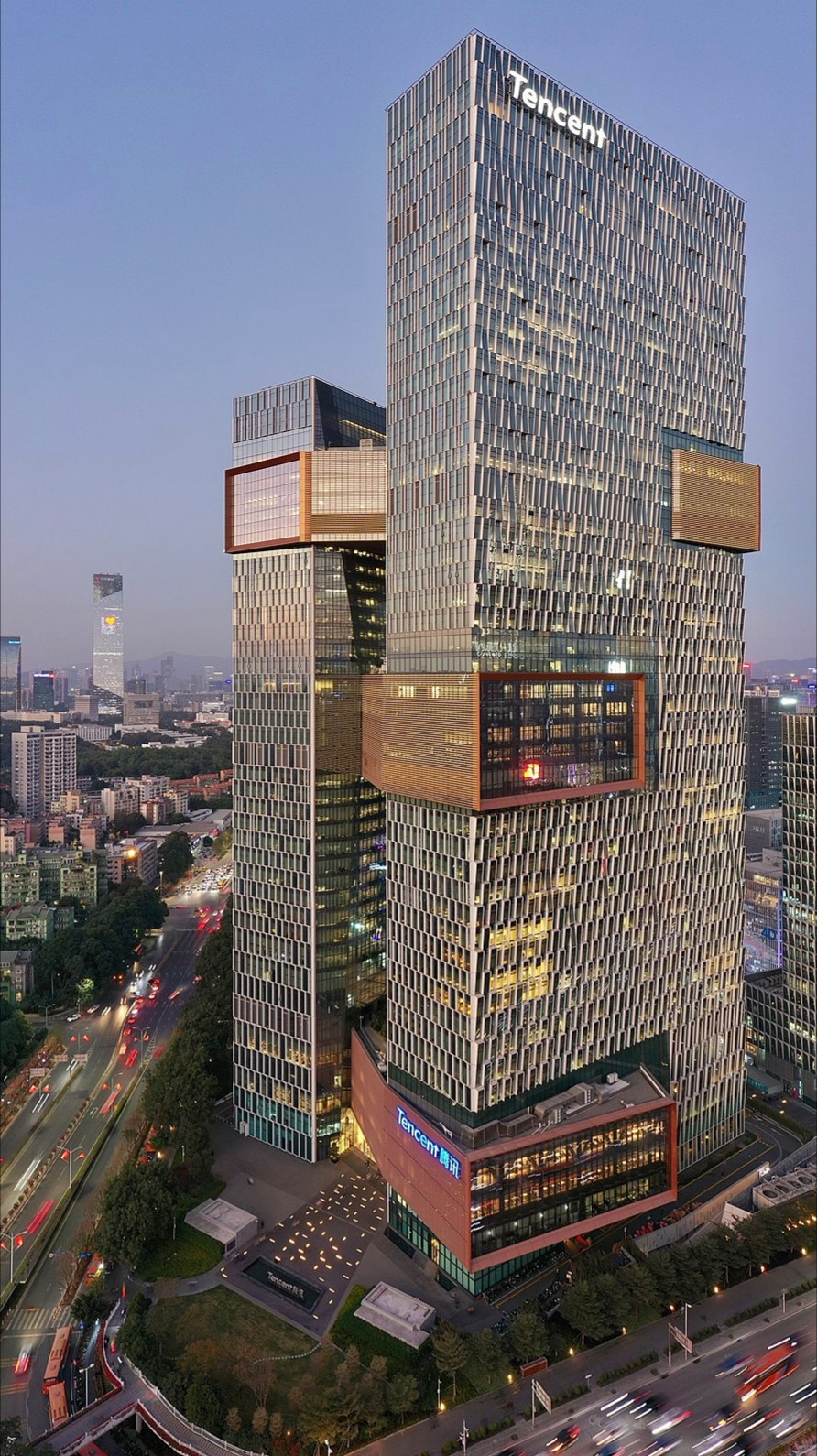
Tencent-Zentrale in Nanshan, Shenzhen

Shenzhen ist Sitz einiger der erfolgreichsten chinesischen High-Tech Unternehmen wie BYD, Dingoo, Gionee, Hasee, Huawei, Skyworth, Tencent, Xunlei, DJI oder ZTE. Außerdem haben viele ausländische IT-Unternehmen Niederlassungen in der Stadt. Dazu zählt beispielsweise der weltgrößte Elektronikhersteller Foxconn, welcher im Stadtbezirk Longhua mit mehr als 300.000 Mitarbeitern in der sogenannten „iPod City“ unter anderem iPods für Apple und Bauteile für Sony, Nintendo und Hewlett-Packard herstellt.

### Bauwirtschaft
Shenzhen ist weltweit bekannt geworden für seinen rasanten Bauboom. Anfang 2020 gab es in Shenzhen 238 Wolkenkratzer mit einer strukturellen Höhe von über 150 Metern. In der Liste der Städte nach Anzahl an Wolkenkratzern belegt die Stadt damit den 2. Platz. Derzeit sind weitere 56 Wolkenkratzer im Bau. Die Immobilienpreise der Stadt gehören zu den höchsten des gesamten Landes.

### Künstlerdorf Dafen
International bekannt ist Shenzhen neben anderem durch das Künstlerdorf Dafen, wo sich mehrere Firmen auf Kopien von Klassikern der europäischen Kunst- und Designgeschichte spezialisiert haben.

## Verkehr

### Straßen- und Eisenbahnverkehr
Der direkt an der Grenze zu Hongkong in Luohu (kantonesisch: Lo Wu) gelegene Bahnhof ist Ausgangspunkt für viele Zugverbindungen innerhalb Chinas. Er kann von Bürgern Hongkongs (Hongkong-Chinesen) direkt mit der KCR erreicht werden und wird gerne benutzt, um im preiswerteren Shenzhen einkaufen zu gehen. Ebenso verkehren Züge ab Hongkong, die beispielsweise bis nach Guangzhou durchfahren.
Ab Shenzhen gibt es ebenfalls stark frequentierte Verbindungen nach Guangzhou oder zu anderen Zielen in China wie zum Beispiel die schnellen Long-Distance-Züge nach Peking mit 18 Stunden Fahrzeit. Für diese Fernzüge werden sowohl Tickets mit Sitzplatzreservierung angeboten als auch ohne. Diese „Stehtickets“ sind erheblich preiswerter, allerdings sind die Züge entsprechend überfüllt.
Am 1. Juli 2007 wurde der „Hong Kong-Shenzhen Western Corridor“ eingeweiht, eine über See 4770 m lange Schrägseilbrücke mit sechs Fahrstreifen, die über die trennende Deep Bay den Bezirk Nanshan mit dem Stadtteil Yuen Long im Nordwesten Hongkongs verbindet. Auf beiden Seiten ist jeweils eine kombinierte Maut- und Zollstation zu durchfahren. Die Kapazität wird mit täglich 58.600 Fahrzeugen und 60.000 Personen angegeben.
Seit dem 30. Juni 2024 führt der Shenzhen–Zhongshan Link, eine 24 Kilometer lange Verbindung aus Brücken und Tunnel, vom Flughafen zur Westseite des Perflusses bei Zhongshan.
Shenzhen verfügt seit dem 28. Dezember 2004 über eine U-Bahn, die Shenzhen Metro (MTR). Am 30. Juni 2017 wurde im Longhua New District die Straßenbahn Shenzhen mit zwei Linien neu eröffnet.

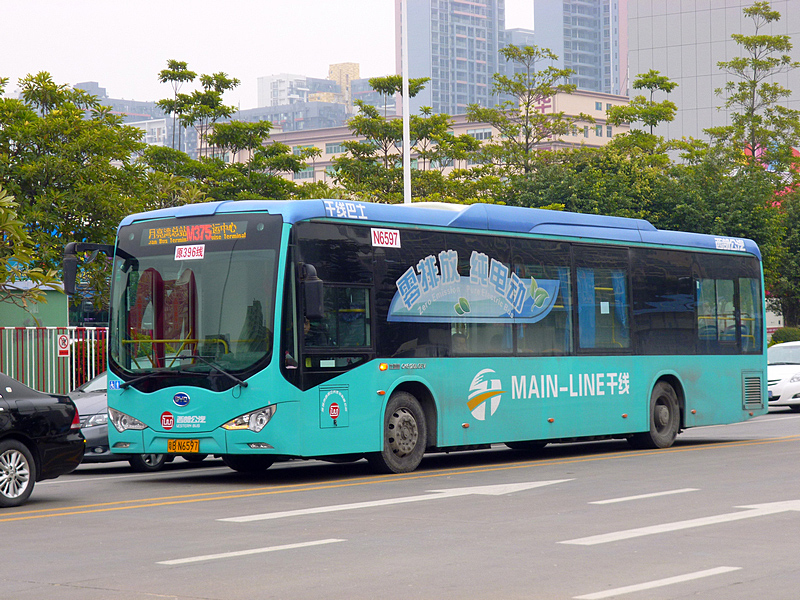
BYD Elektrobus in Shenzhen.

Die Stadt verfügt nach eigenen Angaben über die weltgrößte Flotte an Elektrobussen, nahezu ausschließlich vom Typ BYD ebus. Ende Dezember 2017 war die gesamte Busflotte auf Elektrobusse umgestellt. Zum Einsatz stehen 16.359 Elektrobusse bereit. Auch die Taxiflotten bestehen zu 62,5 % aus Elektrofahrzeugen.
Fernere Ziele, wie Guangzhou, Dongguan, Humen oder Xiamen, können mit Fernbussen erreicht werden.

### Flughafen
Der Shenzhen Baoan International Airport ist der viertgrößte Flughafen Festlandchinas und liegt 35 km nordwestlich außerhalb des Stadtzentrums im Stadtbezirk Bao’an. Er bedient viele innerchinesische Ziele sowie auch einige internationale Zielflughäfen. Im Vergleich zu dem internationalen Flughafen von Hongkong ist er normalerweise günstiger für Flüge innerhalb Chinas. Er hat sich zu einem bedeutenden Umschlagplatz für Luftfrachtsendungen und innerchinesische Passagierflüge entwickelt. Zudem ist der Flughafen das Drehkreuz der in Shenzhen beheimateten Passagierfluggesellschaft Shenzhen Airlines.
Der Flughafen wurde 2013 um eine neue Startbahn und ein weiteres 1300 Meter langes Terminal erweitert. 2018 war der Flughafen mit über 40 Millionen Passagieren einer der weltweit bedeutendsten.

### Seehafen
Shenzhen hat mehrere Containerterminals: Yantian, Shekou und Chiwan sind hierbei die wichtigsten. Im Yantian International Container Terminal (盐田国际集装箱码头), dem größten der Terminals, können elf Containerschiffe gleichzeitig abgefertigt werden, nach dem weiteren Ausbau insgesamt 15. Im Jahr 2006 wurden hier 8,865 Mio. TEU umgeschlagen. Im Chiwan Container Terminal (赤湾集装箱码头) können bis zu neun Schiffe gleichzeitig be- und entladen werden, es hatte 2006 einen Umschlag von 5 Mio. TEU. Die Shekou Container Terminals (蛇口集装箱码头) können maximal sechs Containerschiffe abfertigen. Ein weiterer Anleger war 2007 noch in der Bauphase. 2005 wurden an diesen Containerterminals insgesamt 2,664 Mio. TEU umgeschlagen.
Daneben gibt es noch weitere Containerterminals in Mawan, Dongjiaotou, Fuyong, Xiadong, Shayuchong und Neihe. Zusammengenommen hatten die Containerterminals in Shenzhen 2009 nach Shanghai das zweithöchste Umschlagaufkommen von China und nach Shanghai, Singapur und Hongkong das vierthöchste in der Welt. Das steigende Containeraufkommen in Shenzhen hat in den vergangenen Jahren dazu geführt, dass die Menge der umgeschlagenen Container inzwischen größer ist als die der Containerterminals in Hongkong.
| Containerumschlag, Vergleich mit Hongkong (in Mio. TEU) | Containerumschlag, Vergleich mit Hongkong (in Mio. TEU) | Containerumschlag, Vergleich mit Hongkong (in Mio. TEU) | Containerumschlag, Vergleich mit Hongkong (in Mio. TEU) | Containerumschlag, Vergleich mit Hongkong (in Mio. TEU) | Containerumschlag, Vergleich mit Hongkong (in Mio. TEU) | Containerumschlag, Vergleich mit Hongkong (in Mio. TEU) | Containerumschlag, Vergleich mit Hongkong (in Mio. TEU) | Containerumschlag, Vergleich mit Hongkong (in Mio. TEU) | Containerumschlag, Vergleich mit Hongkong (in Mio. TEU) | Containerumschlag, Vergleich mit Hongkong (in Mio. TEU) | Containerumschlag, Vergleich mit Hongkong (in Mio. TEU) | Containerumschlag, Vergleich mit Hongkong (in Mio. TEU) | Containerumschlag, Vergleich mit Hongkong (in Mio. TEU) |
| Hafen                                                   | 2004                                                    | 2005                                                    | 2006                                                    | 2007                                                    | 2008                                                    | 2009                                                    | 2010                                                    | 2011                                                    | 2012                                                    | 2013                                                    | 2015                                                    | 2020                                                    | 2021                                                    |
| ------------------------------------------------------- | ------------------------------------------------------- | ------------------------------------------------------- | ------------------------------------------------------- | ------------------------------------------------------- | ------------------------------------------------------- | ------------------------------------------------------- | ------------------------------------------------------- | ------------------------------------------------------- | ------------------------------------------------------- | ------------------------------------------------------- | ------------------------------------------------------- | ------------------------------------------------------- | ------------------------------------------------------- |
| Hongkong                                                | 21,98                                                   | 22,43                                                   | 23,23                                                   | 23,88                                                   | 24,25                                                   | 20,98                                                   | 23,53                                                   | 24,40                                                   | 23,12                                                   | 22,35                                                   | 20,07                                                   | 17,95                                                   | 17,80                                                   |
| Shenzhen                                                | 13,66                                                   | 16,20                                                   | 18,47                                                   | 21,10                                                   | 21,41                                                   | 18,25                                                   | 22,51                                                   | 22,57                                                   | 22,94                                                   | 23,28                                                   | 24,14                                                   | 26,55                                                   | 28,79                                                   |
| Quellen:                                                |                                                         |                                                         |                                                         |                                                         |                                                         |                                                         |                                                         |                                                         |                                                         |                                                         |                                                         |                                                         |                                                         |

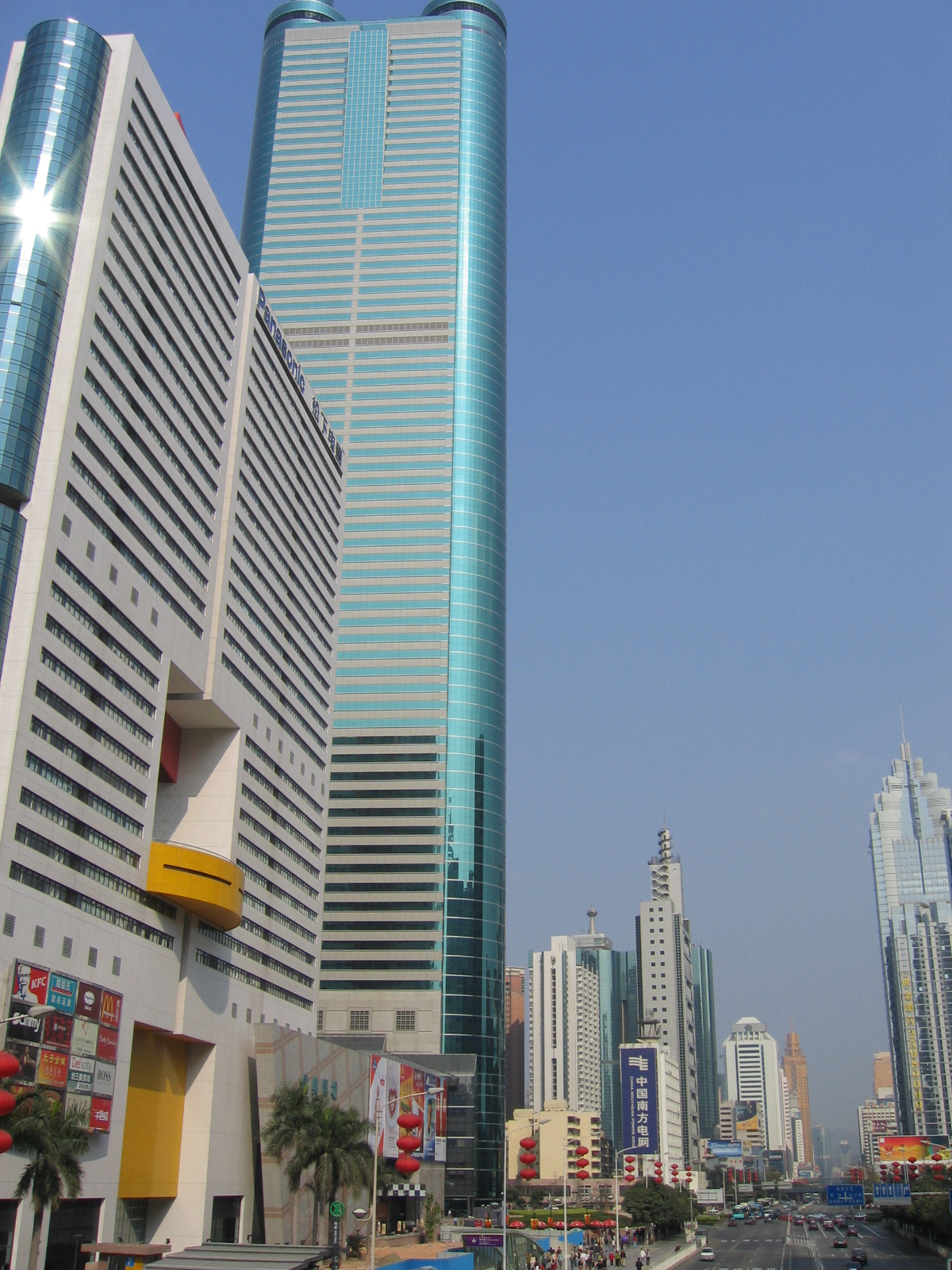
Shun Hing Square mit Stadtkulisse im Hintergrund

Eine Möglichkeit, von Hongkong nach Shenzhen zu kommen, sind die Jetfähren, die im Stundentakt von Hongkong Island, Kowloon (Hong Kong China Ferry Terminal) und dem Hongkonger Flughafen nach Shekou (Shenzhen) und Fuyong (Flughafen Shenzhen) verkehren.

## Sehenswürdigkeiten
Insgesamt gibt es in Shenzhen 163 Gebäude, die höher als 200 Meter sind. Sie bilden insbesondere nachts mit den weiteren Gebäuden der Stadt eine imposante Skyline. 2017 wurde das Pingan International Finance Center eingeweiht, mit einer Höhe von 599 Metern ist es das höchste Gebäude der Stadt, derzeit der zweithöchste Wolkenkratzer in China und der vierthöchste der Welt. Zweithöchstes Gebäude der Stadt ist mit 442 Metern der im Jahre 2011 eröffnete Kingkey 100. Das dritthöchste ist das erst 2018 fertiggestellte 392 m hohe China Resources Headquarters, und das derzeit vierthöchste Gebäude Shun Hing Square bietet auf einer Höhe von etwa 300 Metern eine öffentlich zugängliche Etage mit 360°-Aussicht über Shenzhen.
Das Shenzhen-Museuminformiert über die Stadtgeschichte und Kultur.

### Künstlerdorf Dafen
Dafen (大芬社区 – „Gemeinschaftlicher Viertel Dafen“) ist eine Einwohnergemeinschaft im Stadtbezirk Longgang. Dieses Dorf entwickelte sich in den letzten Jahren zur weltweit größten Werkstatt für gefälschte und kopierte Ölgemälde.

### Tropeninsel Nei Lingding Dao
Nei Lingding Dao (内伶仃岛 – „Innere Lingding-Insel“) gehört zum Straßenviertel Shekou im Stadtbezirk Nanshan. Auf der Insel im Perlfluss-Delta befindet sich ein großes Naturschutzgebiet mit südasiatischem Tropenwald und zahlreichen Makaken.

### Hakka Wohnhäuser
In Shenzhen finden sich traditionelle Wohnhäuser der Hakka. Hierbei handelt es sich um Hausverbünde die in der Regel zu einer Familie gehören und sich nach außen durch Mauern abgrenzen.

## Freizeit und Sport

### Sport
Zusammen mit dem Mission Hills Golf Club ist die größte Golfanlage der Welt entstanden, auf der seit 2007 der World Cup der Profi-Golfer ausgetragen wird. Das Bao’an Stadion wurde 2001 eröffnet.
Shenzhen war Gastgeber der Sommer-Universiade 2011. Im April 2023 wird die Division IA der Eishockey-Weltmeisterschaft der Frauen in der Stadt ausgetragen.

### Themenparks
- Das Happy Valley ist ein Themenpark mit Achterbahnen und vielen weiteren Fahrgeschäften. In der Nähe liegen die Parks Window of the World, in dem auf 48 Hektar Fläche über hundert bauliche und natürliche Attraktionen aus der ganzen Welt (Kolosseum, Eiffelturm, Matterhorn etc.) im kleinen Maßstab nachgebaut sind, und Splendid China (锦绣中华,  Jǐnxiù Zhōnghuá), in dem Miniaturen vieler chinesischer Sehenswürdigkeiten (z. B. die chinesische Mauer) maßstabsgetreu nachgebildet sind. Happy Valley, Window of the World und Splendid China liegen alle in unmittelbarer Umgebung im Futian-Distrikt der Stadt.

- OCT EAST: Das OCT EAST (East Overseas Chinese Town), ein 9 km² großer Freizeitpark direkt am Meer im Stadtteil Yantian. Hier gibt es verschiedene europäisch eingerichtete Dörfer, eine Liftanlage, eine Golfanlage, eine Golf Driving Range. Im Theater des OCT East Dorfes „Interlaken“ befindet sich auch das derzeit größte LED Video Display Chinas, das als Kulisse für die täglich dort stattfindende Show zum Thema „Tee“ dient.

- Vergnügungsviertel Sea World: Kein Themenpark, jedoch thematisch aufgezogen ist das kleine Vergnügungsviertel Sea World im Distrikt Shekou. An der Wasserlinie wacht eine riesige Statue der Seegöttin Wa, und landein wartet das 180 m lange ehemalige Passagierschiff „Minghua“ auf Besichtigung und Bewirtung. Die umgebenden Straßen und Gassen sind eine Melange aus St. Pauli, Amsterdam und Marseille. Gleich daneben liegt ein Golfplatz; den Chinesen gefällt das kleinteilige Wirrwarr, das Viertel ist nicht so steril wie viele Teile der Planstadt Shenzhen.

- Dameisha Strandpark (大梅沙海滨公园,  Dàméishā hǎibīn gōngyuán) wurde 1999 für die Öffentlichkeit freigegeben und ist mit 1800 m Länge und 13 Hektar Fläche einer der größten und beliebtesten Strände in Shenzhen.

## Bildung
Die Universität Shenzhen (深圳大学 englisch Shenzhen University) wurde im Jahr 1983 gegründet und ist die Hauptuniversität der Stadt mit einem umfangreichen Angebot an Studienfächern. Daneben gibt es die technische Universität Shenzhen (深圳技术大学 englisch Shenzhen Technology University), eine Universität mit Schwerpunkt auf angewandter Wissenschaft und Technologie. Die Shenzhen MSU-BIT Universität (深圳北理莫斯科大学 englisch Shenzhen MSU-BIT University) ist eine Universität, die in Kooperation zwischen der Moskauer Staatlichen Universität und der Peking University of Technology entstand. Weiter gibt es die südliche Universität für Wissenschaft und Technologie (南方科技大学 englisch Southern University of Science and Technology, SUSTech) gegründet im 2010 und Graduierteneinrichtungen der Peking-Universität Shenzhen (北京大学深圳研究生院 englisch Peking University Shenzhen Graduate School sowie der Tsinghua-Universität Shenzhen (清华大学深圳研究生院 englisch Tsinghua University Shenzhen Graduate School). Die Chinesische Universität Hongkong (香港中文大学[深圳] englisch The Chinese University of Hong Kong [ Shenzhen]) als auch das Harbin Institut für Technologie (哈尔滨工业大学[深圳] englisch Harbin Institute of Technology [Shenzhen]) haben jeweils einen eigenen Shenzhen-Campus in der Stadt.

## Söhne und Töchter der Stadt
- Lai Enjue (1795–1848), General der Qing-Dynastie
- Ling Daoyang (1888–1993), Forstwirt, Agrarwissenschaftler, Pädagoge
- Zheng Yuxiu (1891–1959), erste Juristin und Richterin Chinas
- Zeng Sheng (1910–1995), Widerstandskämpfer und Politiker
- Yuan Geng (1917–2016), Widerstandskämpferin, Wirtschaftsreformerin und Politikerin
- Sun Caiyun (* 1973), Stabhochspringerin
- Wang Hui (* 1978), Tischtennisspielerin
- Angel Chiang (* 1989), Schauspielerin[51]
- Nathan Law (* 1993), Politiker und Aktivist
- Liu Zhiyu (* 1993), Ruderer
- Yang Zi (* 1993), Tennisspielerin
- Lin Gaoyuan (* 1995), Tischtennisspieler
- Steven He (* 1996), irischer Schauspieler und Komiker chinesischer Herkunft
- Wang Liuyi (* 1997), Synchronschwimmerin
- Wang Qianyi (* 1997), Synchronschwimmerin
- Cheng Xiao (* 1998), Sängerin, Schauspielerin
- Zeng Rui (* 1998), Dreispringerin
- Song Yiling (* 2001), Sportkletterin
- Wang Xinyu (* 2001), Tennisspielerin
- Zhang Yuetong (* 2003), Sportkletterin

## Galerie

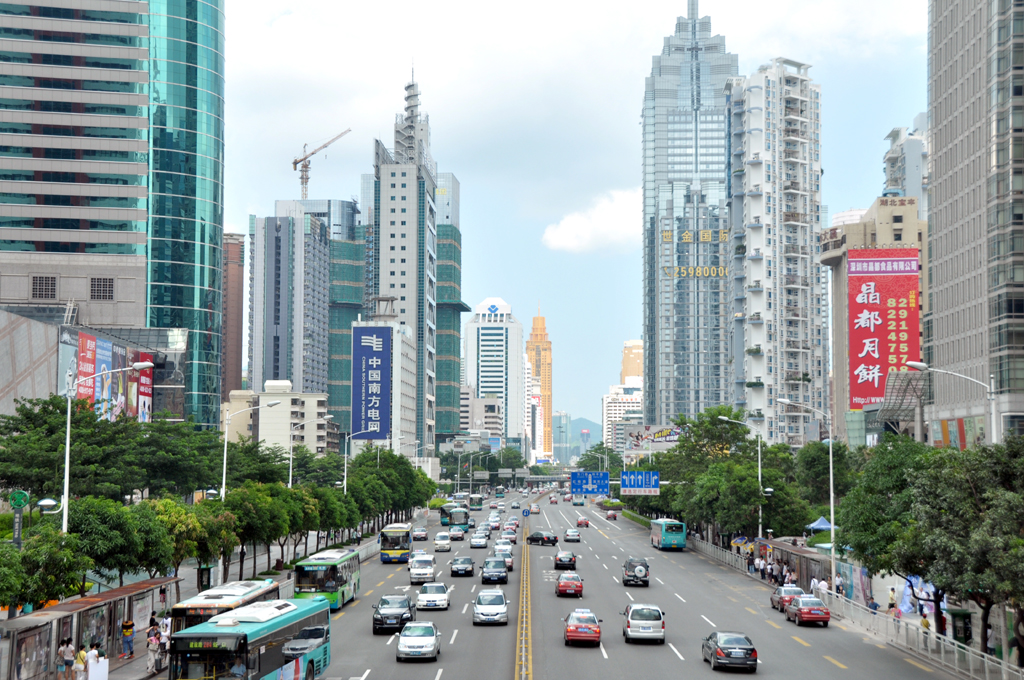
Shennan-Zhong-Straße
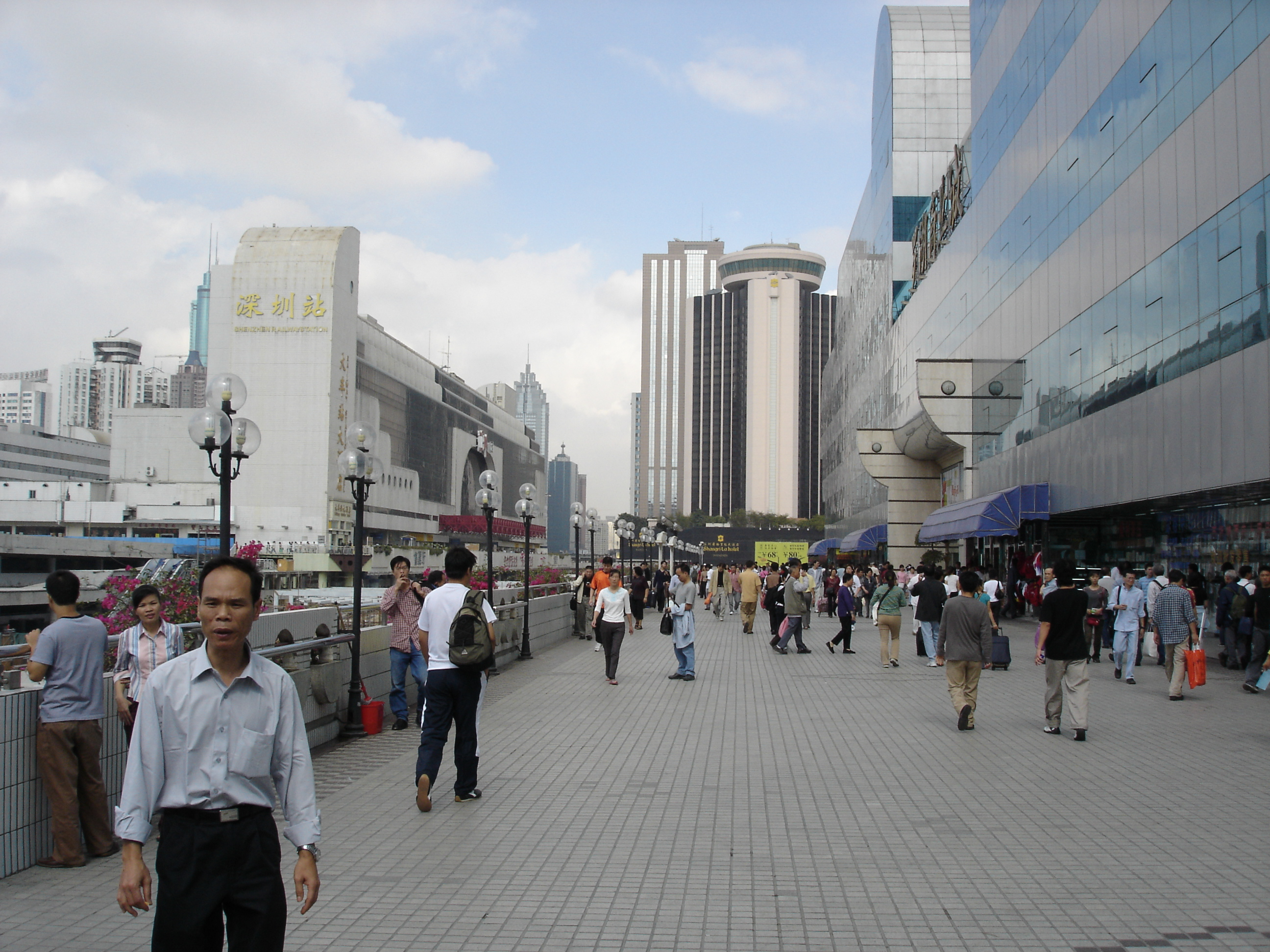
Bahnhof von der Lo Wu Commercial City aus gesehen
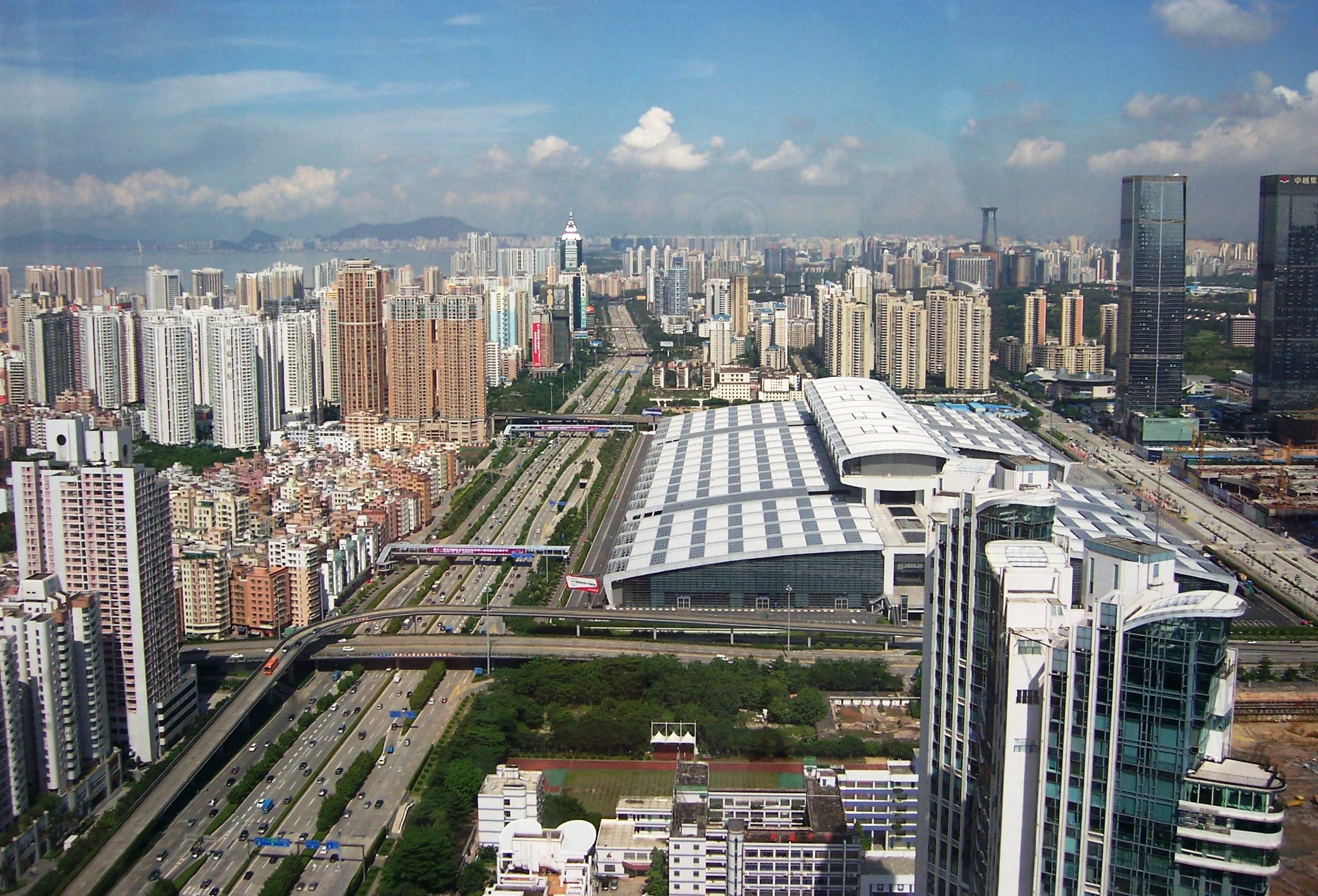
Convention & Exhibition Center
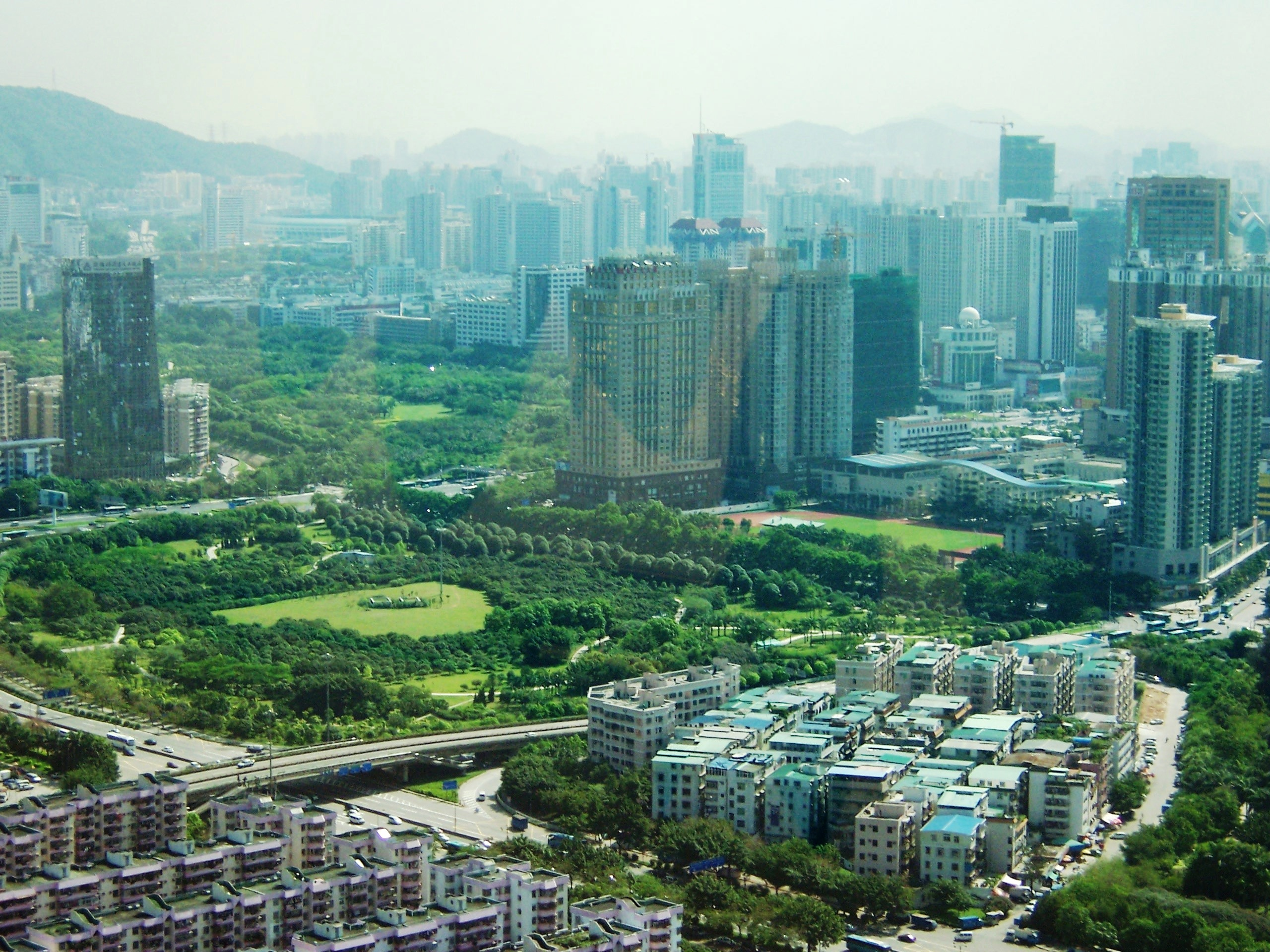
Stadtpark
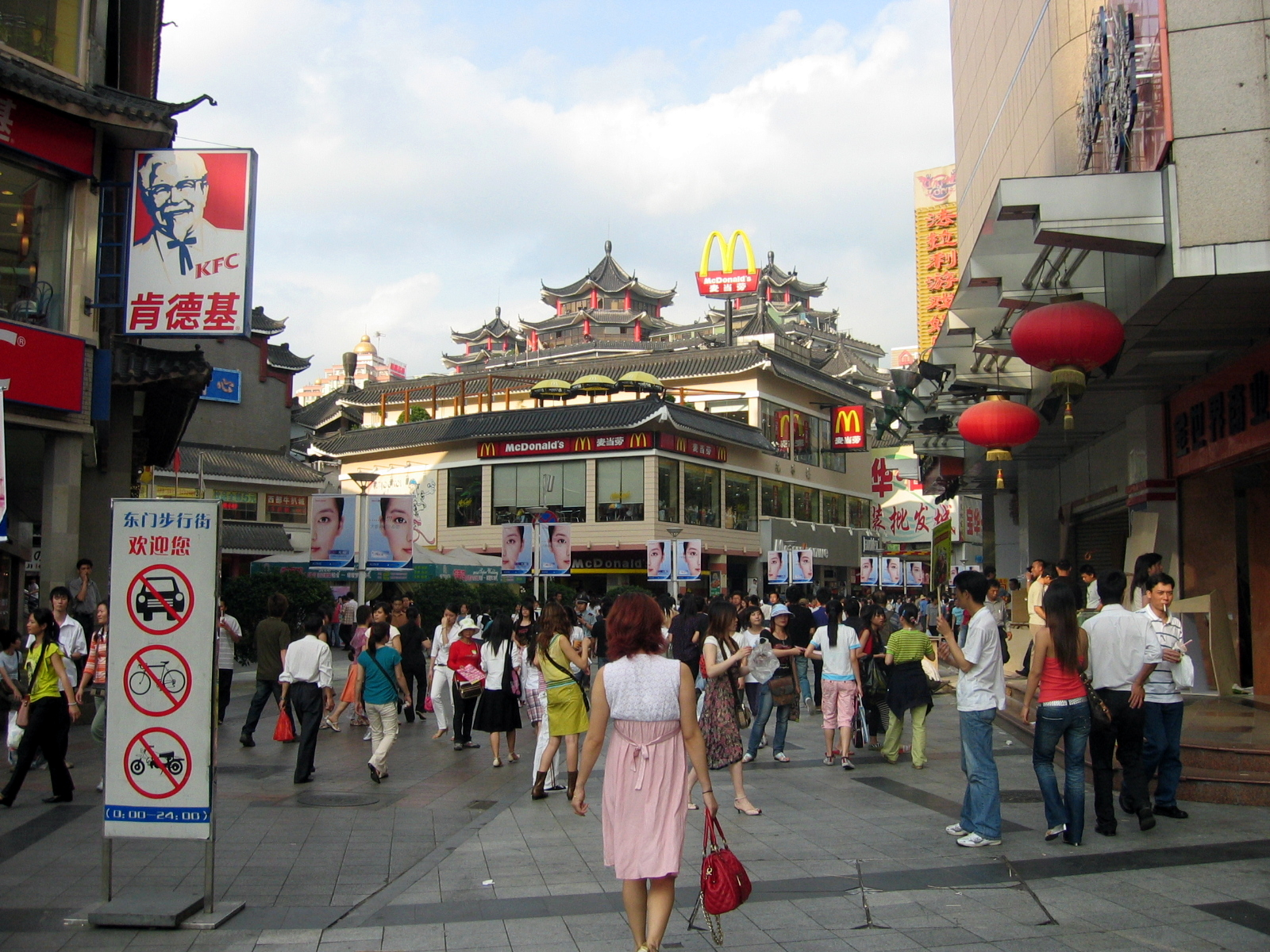
Dongmen-Einkaufsviertel
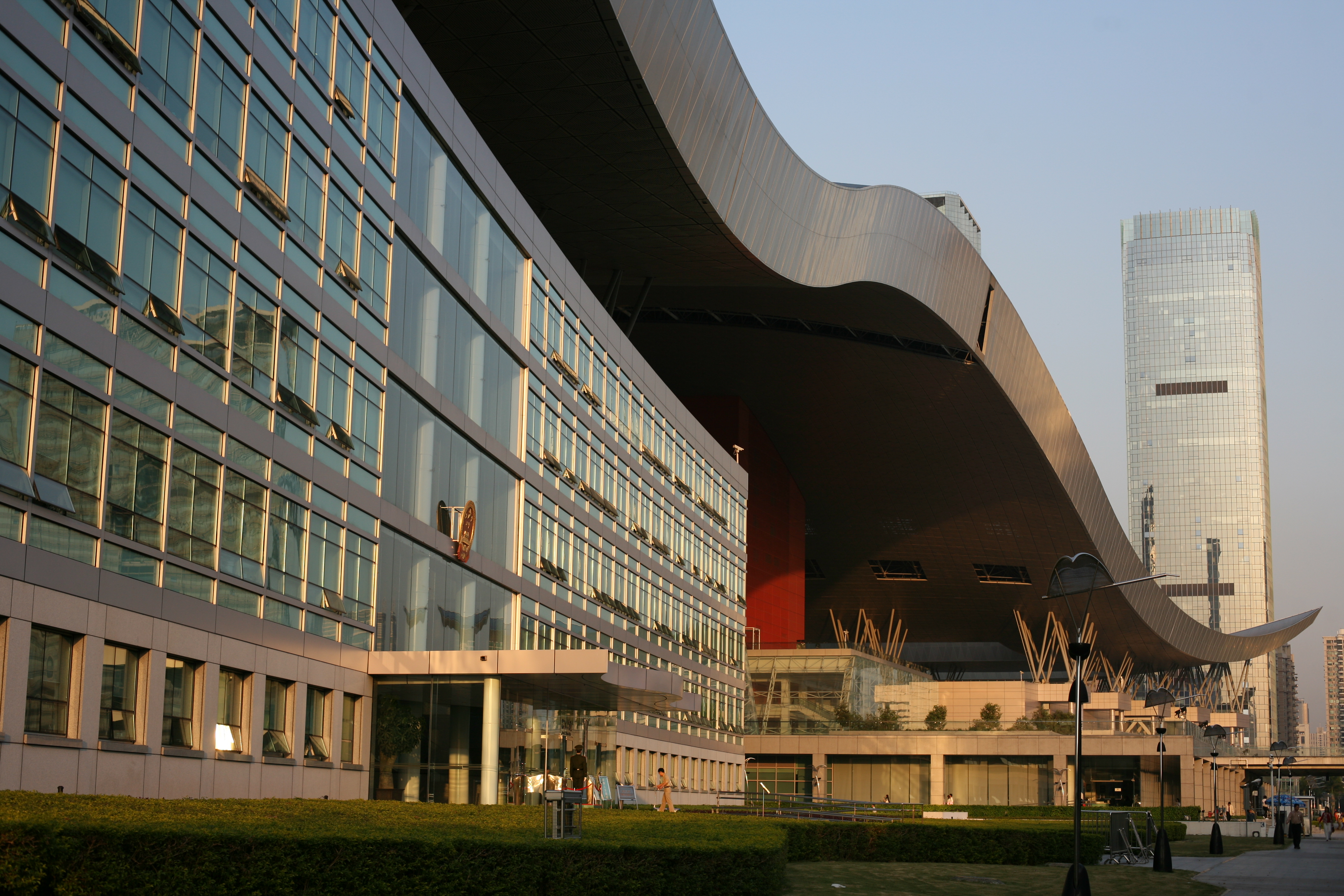
Shenzhen-Rathaus
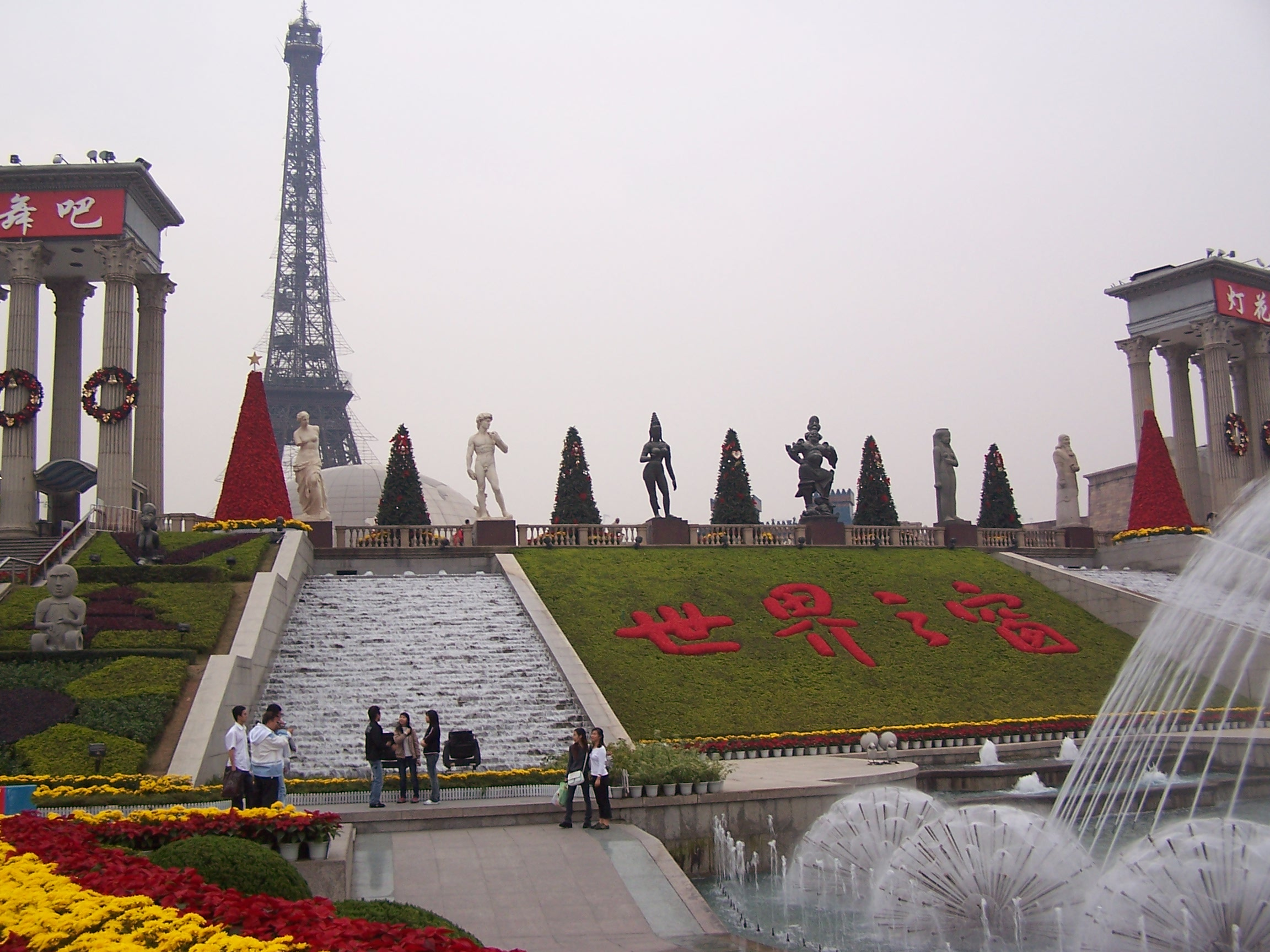
Freizeitpark „Window of the World“
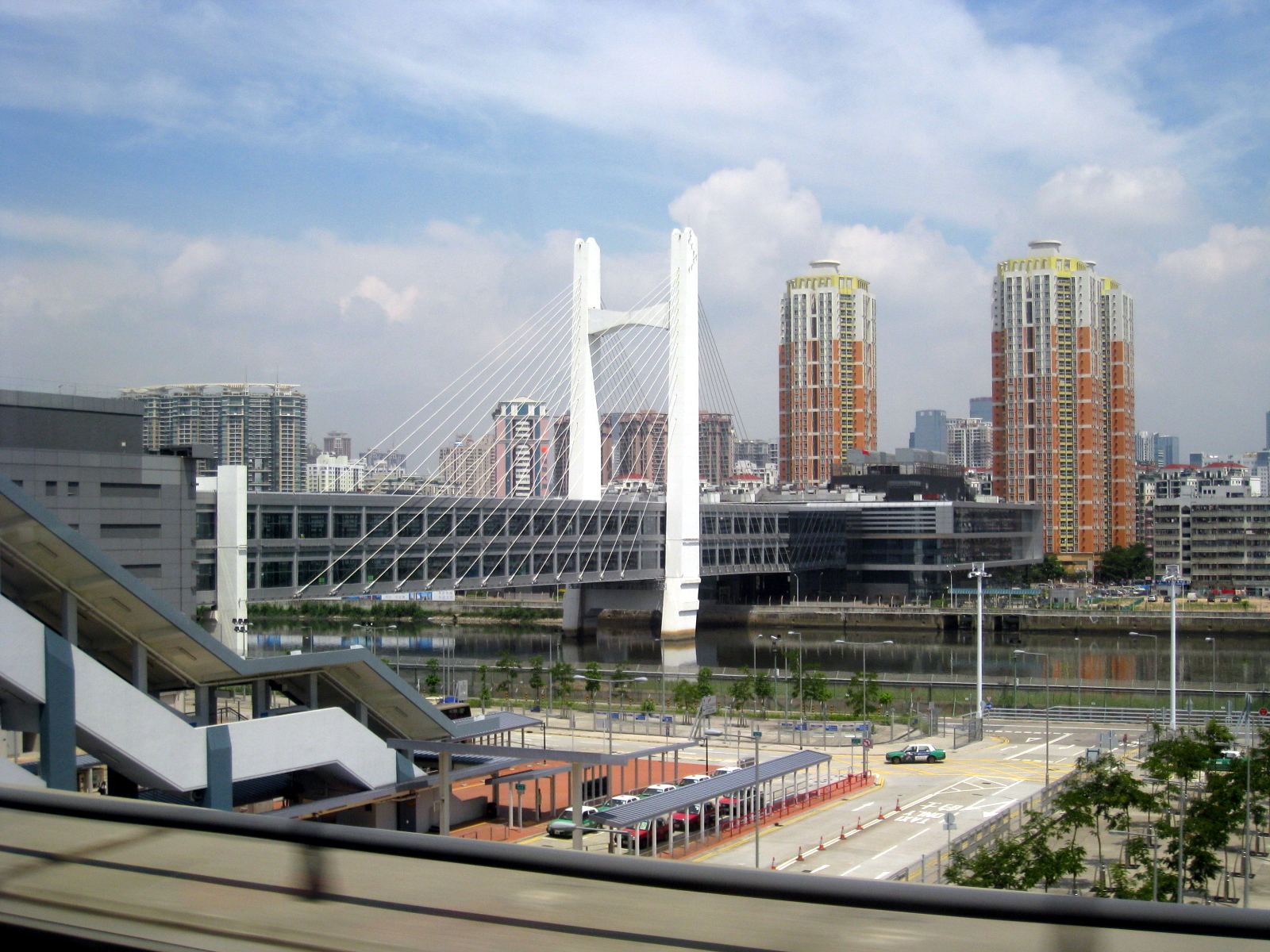
Blick von Hongkong aus auf den Stadtteil Futian
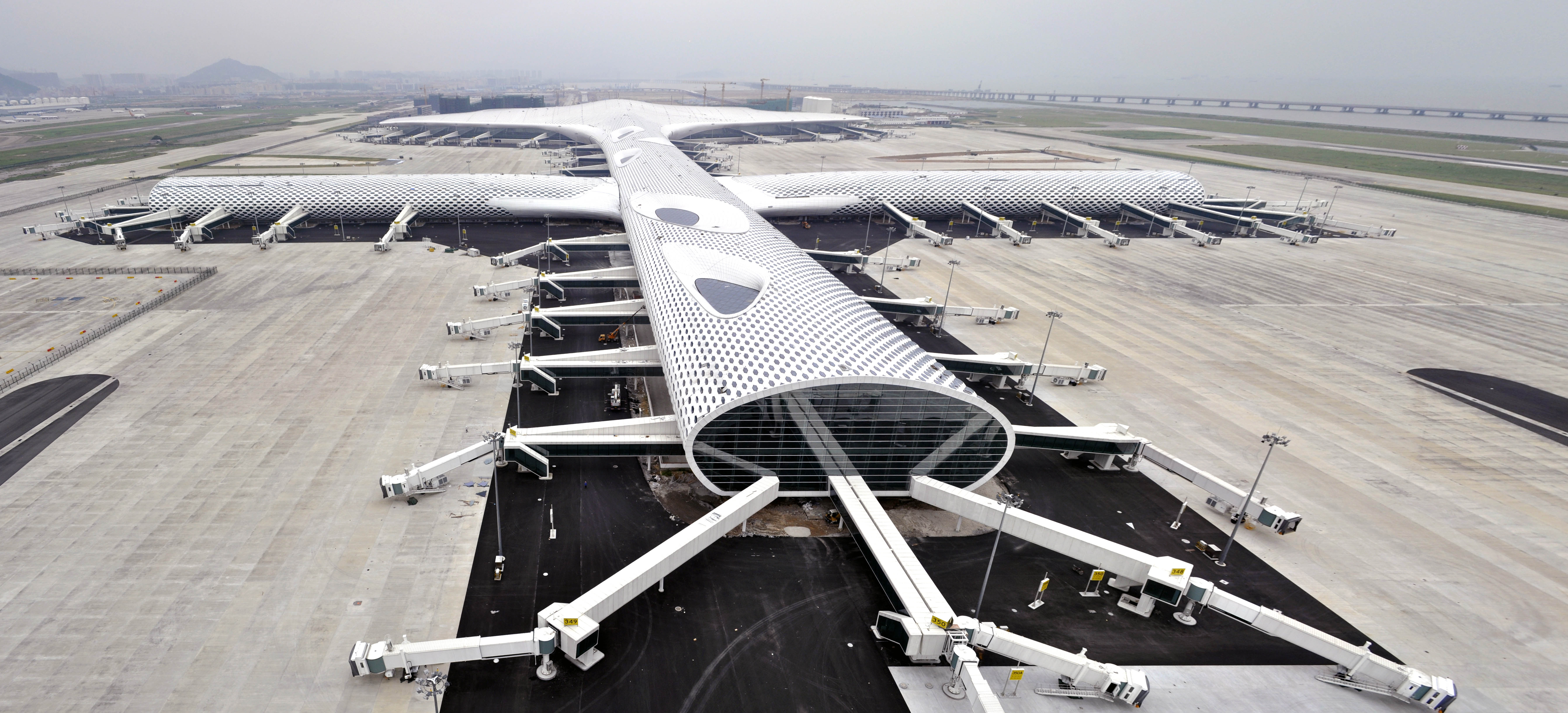
Flughafen Shenzhen
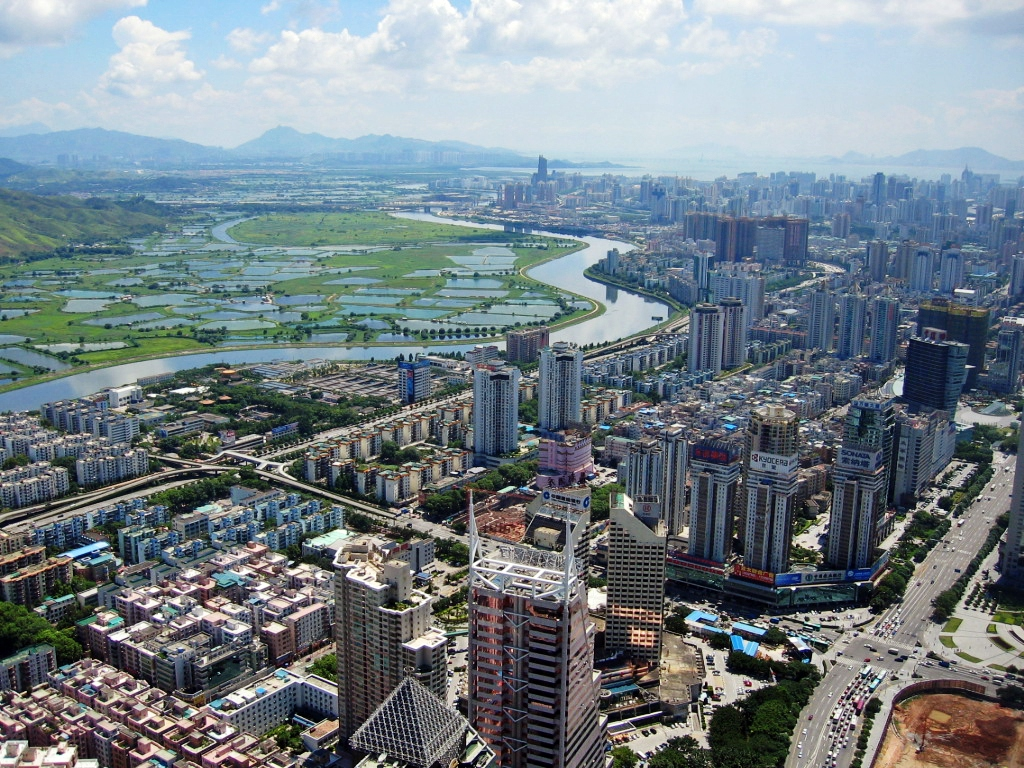
Shenzhen-Fluss mit Reisfeldern und Skyline
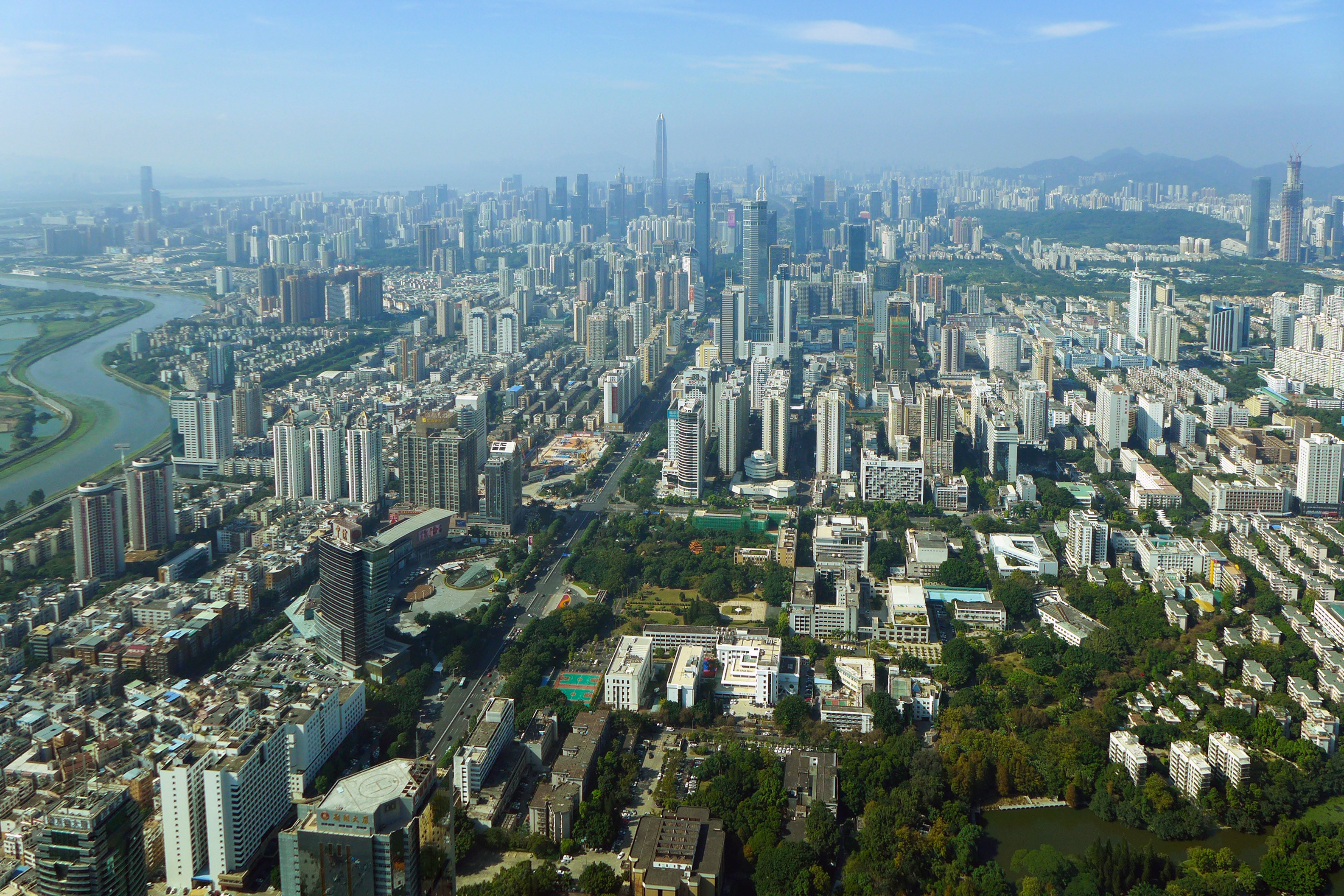
Blick von oben auf den Stadtteil Futian
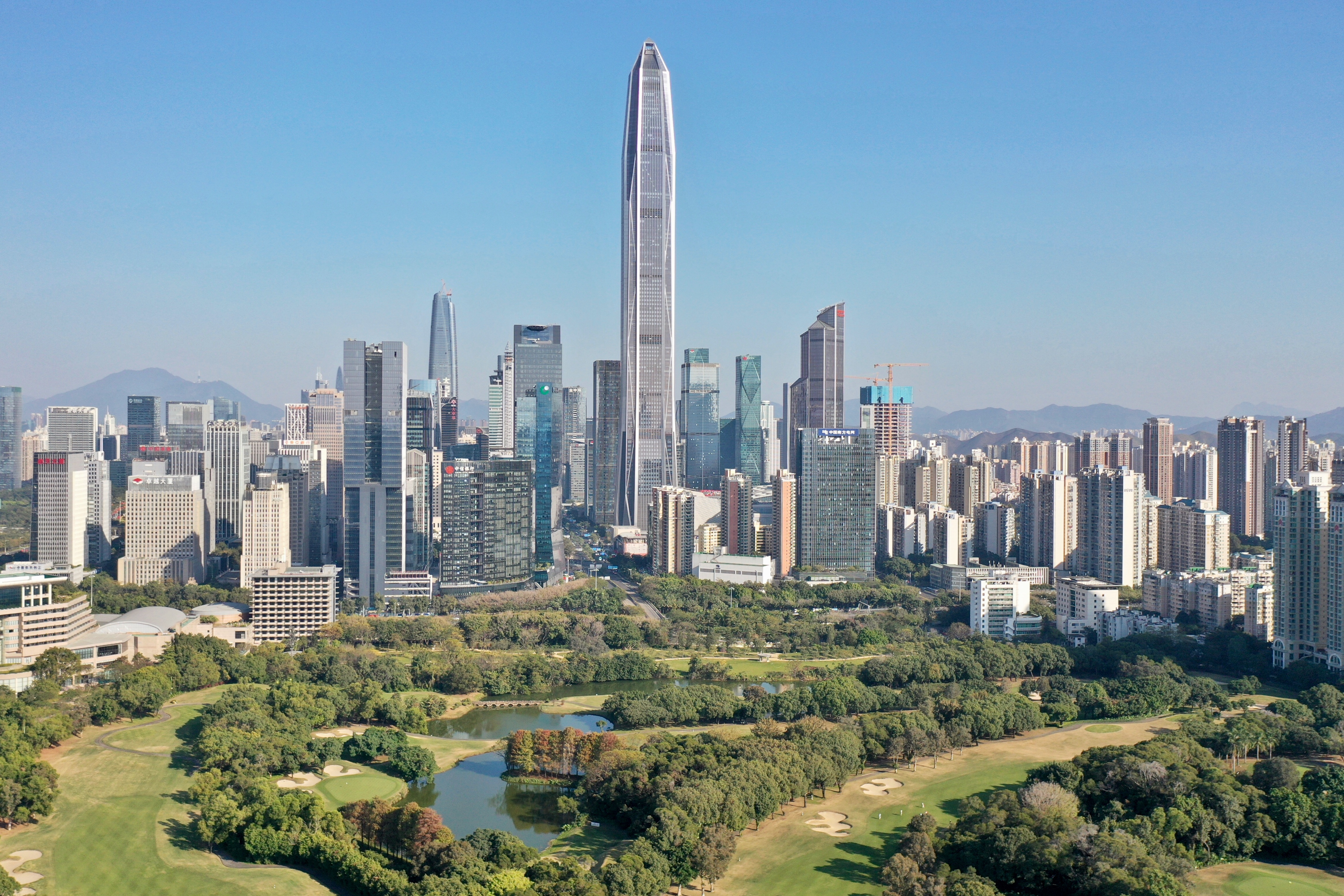
Blick auf den Stadtteil Futian
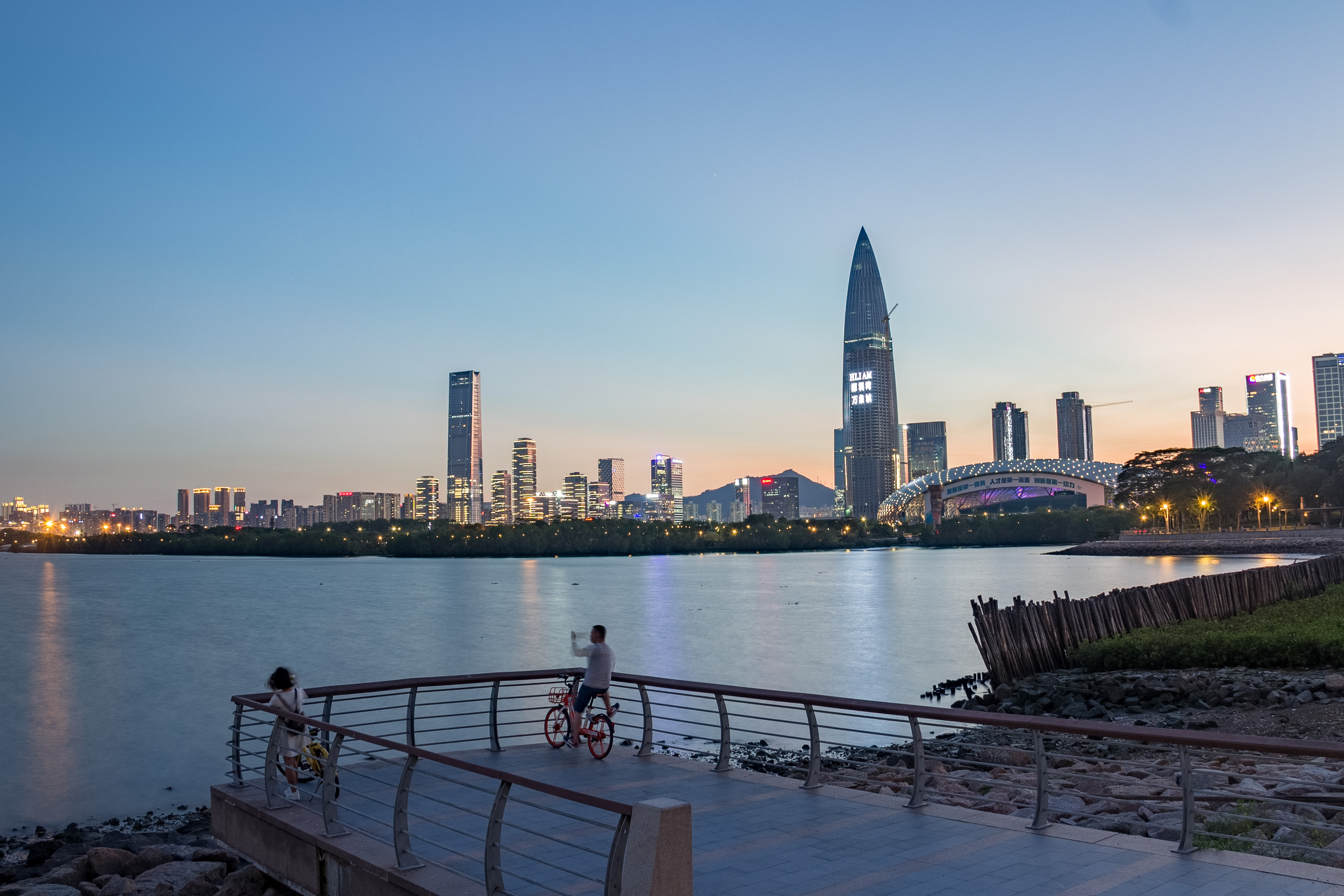
Blick auf den Stadtteil Nanshan
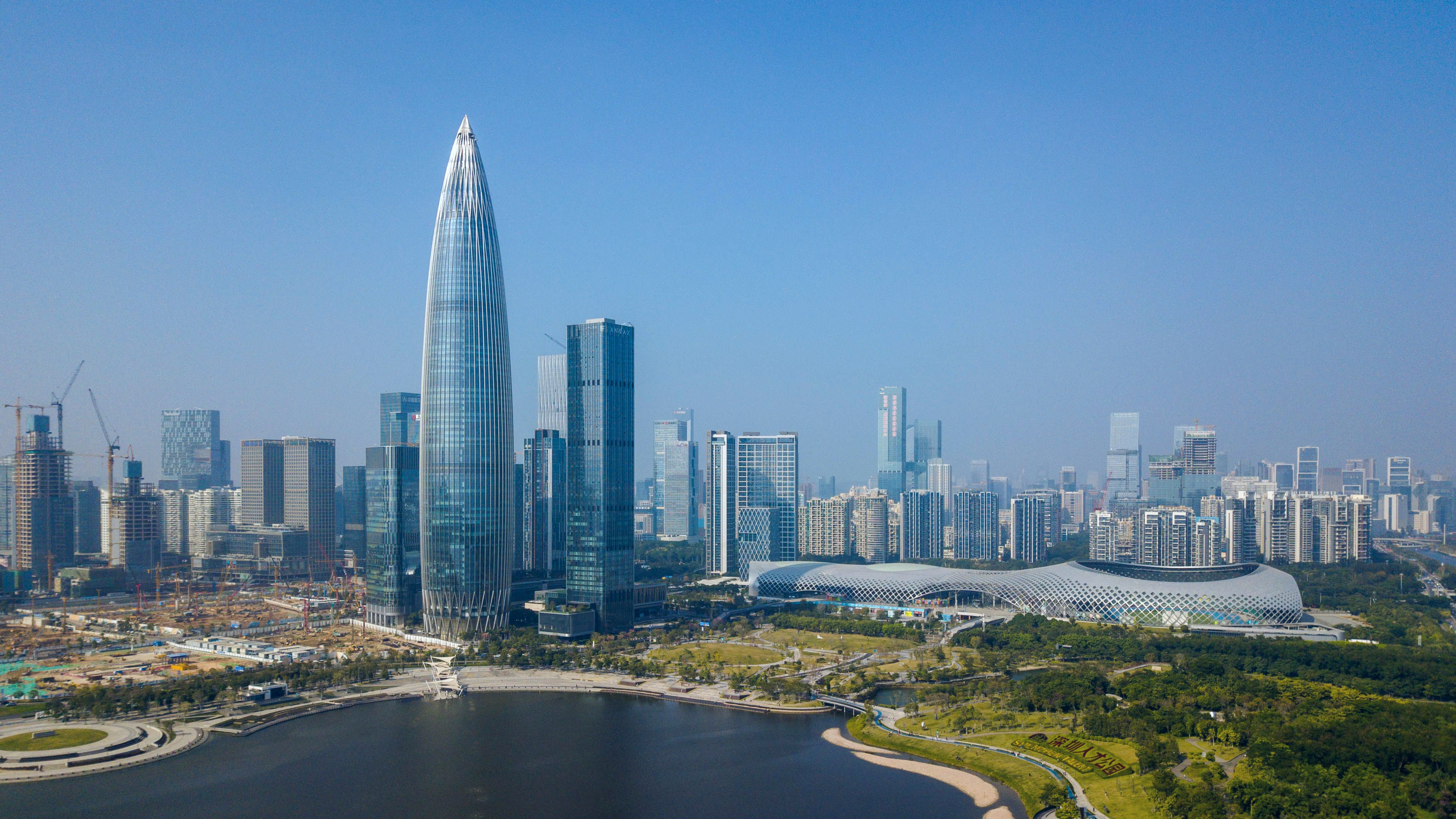
Blick auf den Stadtteil Nanshan